# Dreadnought

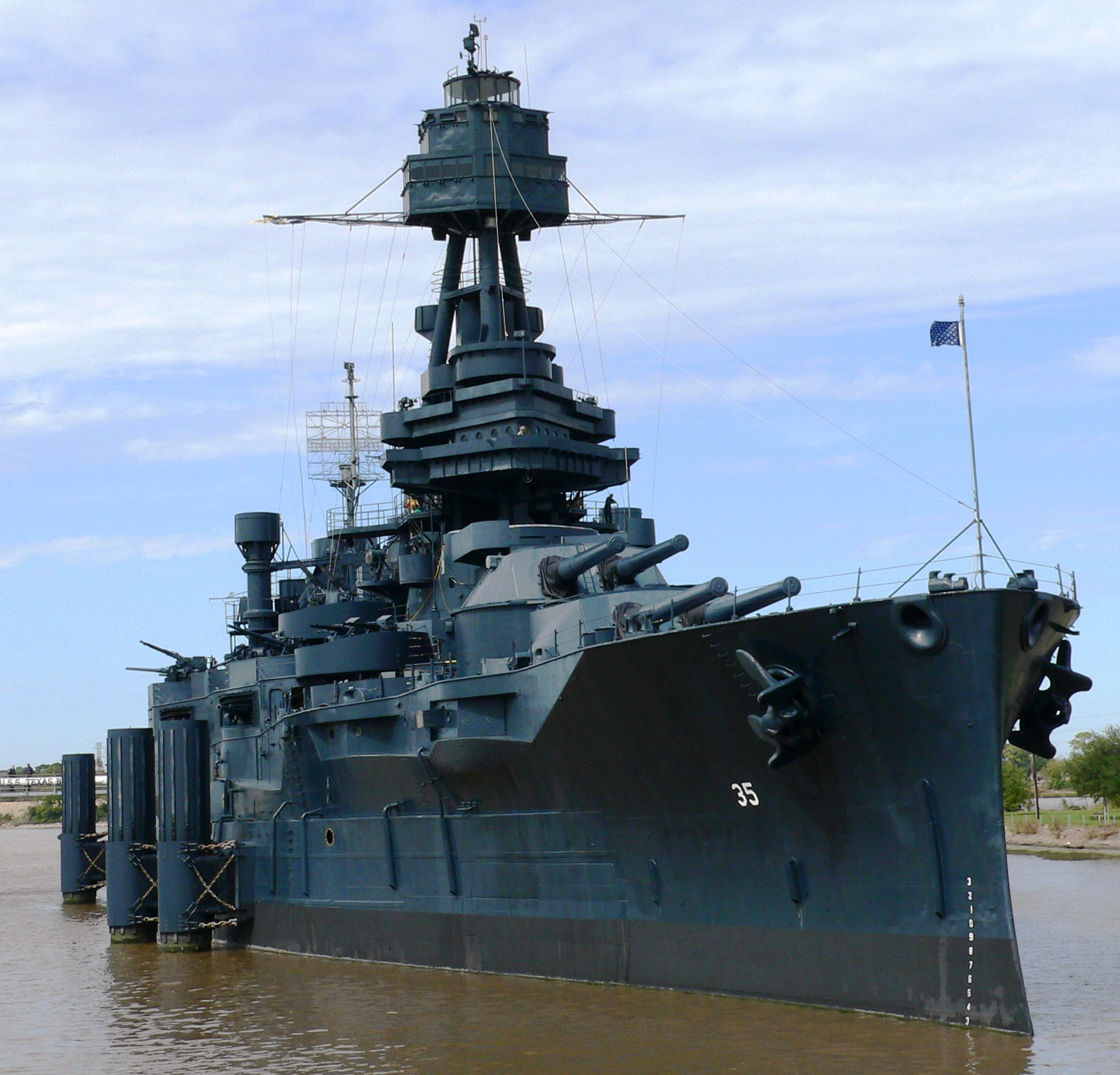
El más antiguo de los dreadnought de EE. UU. que ha sobrevivido, el USS Texas, entró en servicio en 1914, y es en la actualidad un buque museo.

Los dreadnought, también llamados acorazados monocalibre, fueron el tipo predominante de acorazado durante el siglo XX. El primero de este tipo, el HMS Dreadnought de la Marina Real británica causó tal conmoción cuando entró en servicio en 1906, que los acorazados que entraron en servicio posteriormente basados en su diseño monocalibre fueron clasificados genéricamente como dreadnoughts, mientras que los diseños previos fueron denominados pre-dreadnoughts. Su diseño tenía dos características revolucionarias: un armamento pesado de calibre único y propulsión mediante turbinas de vapor. La llegada de este tipo de naves reavivó la carrera armamentística, principalmente entre el Reino Unido y el Imperio Alemán, pero con repercusión mundial, dado que este nuevo tipo de buque de guerra pasó a ser un símbolo crucial del poderío nacional.
El concepto de un buque monocalibre estuvo en desarrollo durante varios años previamente a la construcción del HMS Dreadnought. La Armada Imperial Japonesa inició trabajos en un acorazado de este tipo en 1904, pero el buque fue finalizado como un pre-dreadnought. El desarrollo técnico progresó rápidamente, y posteriores diseños incrementaron rápidamente el tamaño e hicieron uso de mejoras en armamento, blindaje y propulsión. En apenas diez años, otros acorazados dejaron anticuado al mismo HMS Dreadnought. Estos buques fueron denominados super-dreadnoughts. Muchos de los dreadnoughts fueron desguazados tras la Primera Guerra Mundial bajo los términos del Tratado Naval de Washington, pero varios de los más modernos super-dreadnought continuaron en servicio hasta llegar a combatir en la Segunda Guerra Mundial.
Pese a que la construcción de dreadnoughts consumió gran cantidad de recursos en los primeros años del siglo XX, tan sólo hubo un encuentro entre flotas equipadas con este tipo de acorazado. Durante la batalla de Jutlandia, la Marina Real Británica y la Marina Imperial Alemana se enfrentaron sin un resultado decisivo. El mismo término dreadnought (literalmente, no teme nada, o impávido, en el idioma inglés) empezó a entrar en desuso tras la Primera Guerra Mundial, especialmente tras la firma del Tratado Naval de Washington, ya que para ese momento todos los acorazados existentes compartían las mismas características, que asimismo tenían los cruceros de batalla, el otro tipo de buque resultante de la revolución dreadnought.

## Orígenes

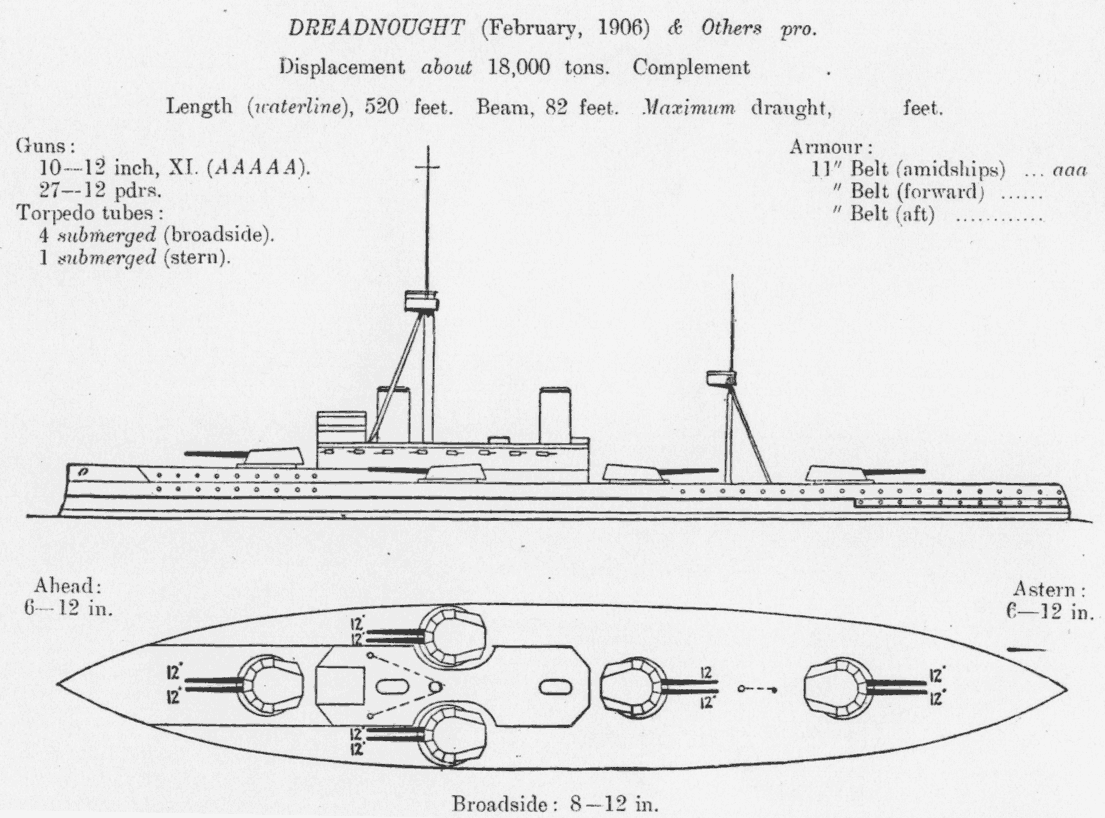
Plano del, puesto en servicio en 1906, publicado en el Jane's Fighting Ships.

El característico armamento pesado monocalibre de los dreadnought fue desarrollado en los primeros años del siglo XX, cuando cada Armada importante buscaba incrementar la potencia de fuego y alcance de sus acorazados. La mayoría de los pre-dreadnought contaban con un armamento principal de cuatro piezas de 305 mm, con una armamento secundario de entre seis y dieciocho cañones de fuego rápido con calibres comprendidos entre los 120 y los 190 mm, complementados con piezas menores. Algunos diseños tenían una batería intermedia de 203 mm. Hacia 1903, en varios países circulaban propuestas formales acerca del armamento monocalibre.
Los diseños monocalibre se iniciaron casi simultáneamente en tres países. La Armada Imperial Japonesa autorizó en 1904 la construcción del Satsuma, cuyo diseño contaba con doce cañones de 305 mm, siendo iniciado en mayo de 1905. La Armada Real Británica inició el diseño del HMS Dreadnought en enero de 1905, siendo iniciado en octubre de ese mismo año. La Armada de los Estados Unidos consiguió autorización para el USS Michigan, armado con ocho piezas de 305 mm, en marzo de 1905 iniciándose su construcción en diciembre de 1906.
La transición al armamento monocalibre fue adoptada debido a las ventajas que el armamento pesado ofrecía tanto en potencia como en control de fuego. Los nuevos cañones de 305 mm eran capaces de provocar más daños y tenían mayor alcance que las piezas de 254 o 234 mm. Varios historiadores citan también ventajas en el control de tiro. A largas distancias, las piezas eran apuntadas observando las columnas de agua que levantaban los proyectiles al impactar contra el mar. En el caso de abrir fuego con piezas de varios calibres, no se podía discriminar el origen del disparo, aunque la importancia este punto está aún debatida.

### Artillería de grueso calibre
En las batallas navales de la década de 1890, el arma decisiva fue el cañón de calibre medio, usualmente de 152 mm, capaz de realizar fuego rápido a una distancia relativamente corta, ya que la artillería naval era demasiado imprecisa a largas distancias. A estas distancias, los cañones ligeros son muy precisos, y su alta cadencia de fuego permite alcanzar al objetivo repetidamente. En la batalla del río Yalu en 1894, los japoneses, que resultaron victoriosos, no abrieron fuego hasta que los objetivos chinos se encontraron a 3.9 km, teniendo lugar la mayor parte del combate a tan sólo 2000 m de distancia.
En los primeros años de la década de 1900, los almirantes británicos y estadounidenses preveían que los futuros acorazados entrasen en combate a mayores distancias, a medida que el alcance de los torpedos se fuese incrementando. En 1903, la Armada de los Estados Unidos ordenó el diseño de un torpedo efectivo a 4000 yardas (3658 m), con lo que la conclusión de los almirantes fue que era necesario entrar en combate a una distancia mayor. En 1900, el almirante John «Jackie» Fisher, al mando de la Flota del Mediterráneo de la Marina Real Británica, ordenó unos ejercicios de tiro con piezas de 152 mm a una distancia de 5500 m. En 1904, la estadounidense Escuela de Guerra Naval (Naval War College) estuvo considerando cómo podían afectar a las tácticas de los acorazados el empleo de torpedos con un alcance de entre 6400 y 7300 m.
El alcance de los cañones de pequeño y medio calibre estaba limitado, y su precisión bajaba en gran medida a medida que se incrementaba la distancia al objetivo. A largas distancias, la ventaja de una cadencia de tiro elevada también disminuía. Un disparo certero dependía de la observación del impacto en el agua de la salva previa, lo que limitaba la cantidad de disparos a realizar, es decir, no se podía disparar nuevamente hasta comprobar dónde había impactado el último proyectil.
En los primeros años del siglo XX, el alcance efectivo de la artillería pesada se incrementó. Esto fue demostrado durante ejercicios de tiro en 1904, y confirmado en combate durante la batalla de Tsushima en 1905.

### Buques con artillería pesada de calibre mixto

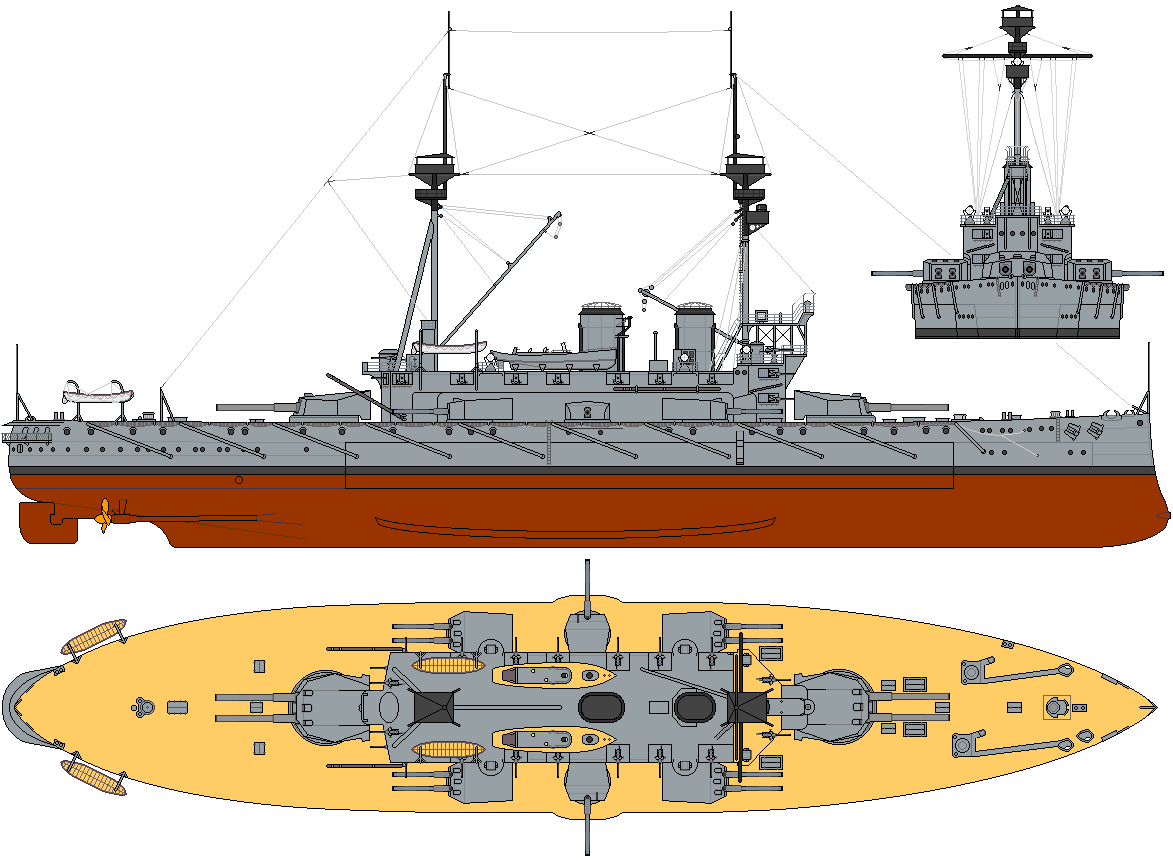
El HMS Agamemnon, acorazado con artillería pesada de calibre mixto de la Clase Lord Nelson. Su armamento estaba formado por cuatro piezas de 305 mm y diez de 234 mm.

Una forma de hacer acorazados más poderosos consistió en reducir el armamento secundario y sustituirlo por piezas suplementarias de artillería pesada, usualmente de 234 o 254 mm. Estos buques fueron descritos originalmente como buques con artillería pesada de calibre mixto, y posteriormente denominados semi-dreadnoughts, comprendiendo las clases británicas Lord Nelson y King Edward VII, la francesa clase Danton y el primer miembro de la japonesa Clase Satsuma. El proceso de diseño de estos buques incluyó discusiones acerca de una alternativa monocalibre.
El número de junio de 1902 de Proceedings of the US Naval Institute contenía comentarios del profesor P.R Alger, experto en artillería de la Armada estadounidense, proponiendo una batería principal de ocho cañones de 305 mm en torretas dobles. En mayo de 1902, la Oficina de Construcción y Reparación (Bureau of Construction and Repair) propuso un diseño de acorazado con doce cañones de 254 mm en torretas dobles, dos en cada extremo y cuatro en cada banda. El capitán de corbeta H. C. Poundstone envió un documento al presidente Theodore Roosevelt en diciembre de 1902 solicitando mayores acorazados. En un apéndice, Poundstone sugería que un mayor número de cañones de 280 mm y 229 mm era preferible a una combinación menor de cañones de 305 mm y 229 mm. El Naval War College y el Bureau of Construction and Repair desarrollaron estas ideas en estudios llevados a cabo entre 1903 y 1905. Simulaciones militares iniciadas en julio de 1903 mostraron que un acorazado armado con doce cañones de 305 mm o de 280 mm dispuestos hexagonalmente sería equivalente a tres o más acorazados convencionales.
En la Marina Real Británica estaba ocurriendo lo mismo. En 1902-1903 ya había circulado un diseño con un poderoso armamento pesado de dos calibres, compuesto de cuatro piezas de 305 mm y doce de 234 mm. Sin embargo, el Almirantazgo decidió construir en su lugar tres nuevos Clase King Edward VII, equipados con una combinación de cañones de 305, 234 y 152 mm, durante el programa de construcción naval del bienio 1903-1904. El concepto fue nuevamente tenido en consideración en el programa de 1904-1905, con la Clase Lord Nelson. Restricciones en envergadura y manga conllevaron la reducción de las piezas centrales de 234 mm, pasando a ser instaladas torretas con una única pieza en lugar de dobles, con lo que armamento pasó a ser de cuatro piezas de 305 mm, diez de 234 y ninguna de 152 mm. El constructor de este diseño, J.H. Narbeth, ofreció una alternativa con un armamento de doce piezas de 305 mm, aunque el Almirantazgo no estaba preparado para aceptarlo. La decisión de mantener calibres mixtos fue parcialmente tomada por la urgencia de construir buques rápidamente debido a la tensa situación provocada por la guerra ruso-japonesa.

### Cambio a diseños monocalibre
La sustitución de los cañones de 6 pulgadas (152,4 mm) y 8 pulgadas (203,2 mm) por otros de 9,2 pulgadas (233,7 mm) y 10 pulgadas (254 mm) incrementó la potencia de fuego de los acorazados, especialmente a largas distancias. Sin embargo, un armamento pesado uniforme ofrecía otras ventajas, siendo una de ellas la simplicidad logística. Cuando los Estados Unidos estaban considerando el empleo de calibres mixtos para la clase South Carolina, William Sims y Homer Poundstone remarcaron las ventajas de la homogeneidad en términos de reaprovisionamiento de munición y transferencia de servidores de piezas dañadas para sustituir a artilleros heridos de piezas funcionales.
Un calibre uniforme en los cañones implica una racionalización de la dirección de tiro. Los diseñadores del Dreadnought prefirieron un diseño monocalibre debido a que sólo sería necesario realizar una única serie de cálculos para el ajuste del alcance del disparo. Algunos historiadores actuales mantienen que un calibre uniforme es particularmente importante debido al riesgo de confusión entre impactos en el agua de 12 pulgadas (304,8 mm) y de calibres menores, haciendo complicada la estimación de la distancia. De todos modos, este punto de vista es controvertido, ya que el control de tiro en 1905 no estaba lo suficientemente avanzado para usar la técnica de fuego en salva en la que esta confusión podía ser importante y la confusión entre diferentes columnas de agua por impacto de proyectiles no parecía preocupar a quienes estaban trabajando en diseños monocalibre.
Pese a ello, la posibilidad de enfrentamientos a mayores distancias fue importante a la hora de decidir que los cañones más pesados debían convertirse en estándar, los de 12 pulgadas (304,8 mm) mejor que los de 10 pulgadas (254 mm). Además, los nuevos diseños de 305 mm tenían una cadencia de fuego considerablemente alta, eliminando la ventaja de la que hasta entonces disfrutaban las piezas de menor calibre. En 1895, un cañón de 305 mm podía disparar una vez cada cuatro minutos, pero en 1902 lo habitual era hacerlo dos veces por minuto. En octubre de 1903, el arquitecto naval Vittorio Cuniberti publicó un artículo en Jane's Fighting Ships titulado «An Ideal Battleship for the British Navy» (Un acorazado ideal para la Armada Británica), que abogaba por un buque de 17 000 t con un armamento principal de doce cañones de 305 mm, con un blindaje del mismo espesor y con una velocidad de 24 nudos (44 km/h). La idea de Cuniberti, que ya había propuesto a la Armada de su propio país, la Regia Marina, era hacer uso de la alta cadencia de fuego de los nuevos cañones de 305 mm para producir un fuego rápido, constante y devastador en lugar del granizo de fuego de las piezas más ligeras. Algo similar subyacía en la aproximación de los japoneses a los calibres pesados. En Tsushima, los proyectiles japoneses contenían una proporción de explosivo de alto poder superior a lo habitual, y sus espoletas estaban ajustadas para estallar al contacto, provocando incendios en lugar de penetrar en el blindaje. La incrementada cadencia de fuego puso los fundamentos para los futuros avances en los sistemas de control de tiro.

### Construyendo los primerosdreadnoughts

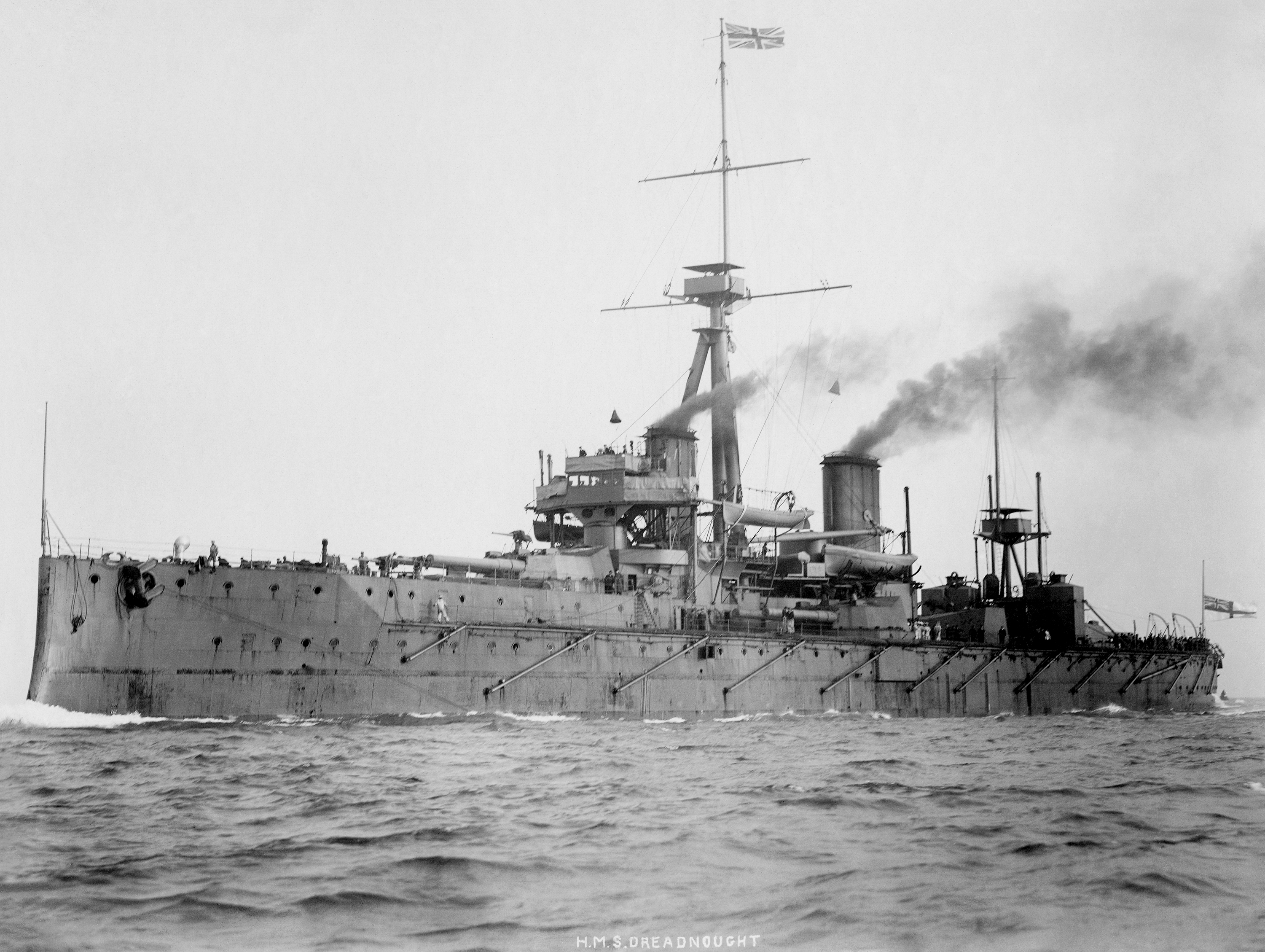
El HMS Dreadnought, primer acorazado de su tipo en el mundo.

En Japón, los dos acorazados del Programa 1903-1904 fueron los primeros del mundo en ser puestos en grada como buques monocalibre, con ocho cañones de 305 mm. Sin embargo, el blindaje de su diseño fue considerado demasiado ligero, requiriendo un considerable rediseño. Las presiones financieras de la guerra ruso-japonesa y lo limitado del suministro de cañones de 305 mm, que debían ser importados del Reino Unido, conllevaron que estos buques fueran completados con una mezcla de cañones de 305 y 254 mm. El diseño original también mantuvo unos tradicionales motores de vapor de triple expansión, en lugar de las turbinas de vapor del Dreadnought.
La llegada de los dreadnought al Reino Unido tuvo lugar en octubre de 1905. El nuevo Primer Lord del Mar, Jackie Fisher llevaba tiempo abogando por las nuevas tecnologías en la Marina Real Británica, y había sido recientemente convencido por el concepto del acorazado monocalibre. Fisher es frecuentemente acreditado como el creador de los dreadnoughts y el padre de gran flota de este tipo de naves del Reino Unido, una idea que él mismo contribuyó a reforzar. Sin embargo, se ha sugerido que el principal interés de Fisher era el desarrollo de cruceros de batalla, y no de acorazados.
Poco después de tomar posesión de su cargo, Fisher organizó un comité para considerar el diseño de los futuros acorazados y cruceros acorazados. La primera tarea del comité fue considerar un nuevo acorazado. Las especificaciones para el nuevo buque eran una batería principal de 305 mm y cañones antitorpederos, sin calibres intermedios, así como una velocidad de 21 nudos, dos o tres nudos superior a la de los acorazados existentes. Los diseños iniciales incluían 12 cañones de 305 mm, aunque dificultades para ubicar las piezas forzó la sugerencia del director del proyecto a un retorno a la configuración de cuatro cañones de 305 mm complementados con dieciséis o dieciocho piezas de 9,2 pulgadas (233,7 mm). Tras un completo análisis de los informes redactados tras la batalla de Tsushima por el oficial William Christopher Pakenham, el comité escogió una batería principal de diez cañones de 305 mm junto a veintidós piezas de 76 mm como armamento secundario. También se decidió emplear turbinas de vapor como planta motriz, algo sin precedentes en un gran buque de guerra. La mayor eficiencia de las turbinas significaba que la velocidad de 21 nudos podía ser lograda con un buque más pequeño y barato que si se emplease un motor alternativo. La construcción del HMS Dreadnought se llevó a cabo a una velocidad destacable. La quilla fue puesta en grada el 2 de octubre de 1905, fue botado el 10 de febrero de 1906, y la construcción se completó el 3 de octubre de 1906, en una clara muestra del poderío industrial británico.
Los primeros dreadnoughts estadounidenses, fueron los dos acorazados de la clase South Carolina. Los planos de detalle para estos buques, fueron realizados entre julio y noviembre de 1905, y aprobados por el departamento de construcción el 23 de noviembre de 1905. Sin embargo, la construcción fue lenta, las especificaciones para los ofertantes, se publicaron el 21 de marzo de 1906 y los contratos, se firmaron el 21 de julio de 1906. Los dos buques, fueron puestos en funcionamiento en diciembre de 1906, tras la terminación del  Dreadnought.

## Diseño
Los diseñadores de los dreadnoughts buscaron proporcionar toda la protección, velocidad y potencia de fuego posible en un barco de un tamaño y coste realistas. La marca distintiva de los buques era su armamento compuesto únicamente por cañones de gran calibre, pero también se distinguían por tener un grueso blindaje, concentrado fundamentalmente en un cinturón acorazado a la altura de la línea de flotación y en una o más cubiertas blindadas. Adicionalmente, el armamento secundario, control de fuego, equipamiento de mando y protección contra torpedos también tuvo que ser metido en el interior del casco.
La consecuencia inevitable de la demanda de velocidades, potencia de fuego y protección, significó que el desplazamiento y coste de los buques tendiese a incrementarse. El Tratado naval de Washington de 1922 limitó a 35 000 toneladas el desplazamiento de los buques capitales. En los años siguientes se encargó la fabricación de numerosos barcos que se ajustaban a los límites del tratado. Sin embargo, la decisión de Japón de abandonar el tratado en la década de 1930 y el comienzo de la Segunda Guerra Mundial hicieron irrelevantes las limitaciones.

### Armamento

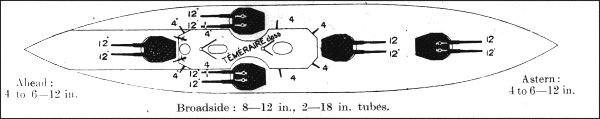
Plano del Bellerophon mostrando la distribución del armamento en los primeros dreadnoughts ingleses. La batería principal se dispone en torretas gemelas, con dos en las «alas»; la batería secundaria, más ligera, se distribuyó alrededor de la superestructura.

Los Dreadnought montaban una batería principal uniforme de cañones de gran calibre; el número, tamaño y distribución difería según cada diseño. El Dreadnought mismo, montaba diez cañones de 12 pulgadas (304,8 mm). Los cañones de doce pulgadas habían sido el estándar para la mayoría de buques en la era pre-dreadnought y esto continuó siendo así en los primeros acorazados dreadnought. La marina imperial alemana era una excepción, usando cañones de 280 mm en su primera clase de dreadnought, la Clase Nassau.
Los dreadnought también tenían instaladas armas ligeras, muchos de los primeros dreadnought montaban armamento muy ligero destinado a atacar las lanchas torpederas enemigas. Sin embargo, el calibre de las armas más ligeras tendió a incrementarse, a medida que el alcance de los torpedos y la resistencia de los destructores (que también lanzaban torpedos) aumentó. Desde el fin de la Primera Guerra Mundial, los buques debían montar además armamento antiaéreo, compuesto por un gran número de armas ligeras.
Los dreadnought frecuentemente disponían también de tubos lanzatorpedos. En teoría, una línea de acorazados equipados con torpedos podrían lanzar una devastadora andanada sobre una línea de buques enemigos que navegase en paralelo; pero en la práctica, pocos torpedos lanzados desde acorazados impactaron en el enemigo, existiendo además el riesgo de que el fuego enemigo hiciese explotar los torpedos almacenados en cubierta, constituyendo un grave riesgo para la supervivencia del buque.

#### Disposición del armamento principal
La eficacia de los cañones dependían en parte de la forma en la que estuviesen dispuestas las torretas. el Dreadnought, y los buques británicos que le siguieron, montaban cinco torretas: dos a proa y una en popa, situadas en la línea de crujía del barco y otras dos, una en cada borda, a la altura de la superestructura. Esta disposición permitía el disparo de tres torretas hacia delante o de cuatro hacia un lado del barco. Los Dreadnought alemanes como el SMS Nassau y los buques de la Clase Helgoland adoptaron una disposición 'hexagonal' con una torreta a popa, otra a proa y dos a cada lado de la superestructura; esto permitía el montaje de más cañones, pero el mismo número de cañones podían disparar hacia delante o de costado que en el Dreadnought.
Los diseñadores de dreadnought experimentaron con diferentes disposiciones de los cañones. El buque británico HMS Neptune colocó en diferente altura las torretas de las bandas, de modo que todos los cañones pudiesen disparar hacia un lado del barco, una característica también presente en, los buques alemanes de la Clase Kaiser. Sin embargo, con esta disposición, se podían causar daños en las partes del barco que se encontraban bajo los cañones que disparaban, además sometía a fuertes tensiones a la estructura del barco.
Si todas las torretas estaban en la línea de crujía del barco, las tensiones estructurales eran relativamente bajas. Esta disposición permitía además que toda la batería principal disparase hacia un costado del barco, aunque no todas lo pudiesen hacer en la dirección de la marcha del buque. Esto también implicaba que el casco fuese más largo, lo que significaba un desafío para los diseñadores; un barco más largo requeriría dedicar más tonelaje al blindaje para obtener la misma protección; y los sistemas de carga de los cañones interferían con la distribución de calderas de vapor y máquinas. por estas razones al HMS Agincourt, que montaba un número récord de 14 cañones de doce pulgadas, no se lo consideró un éxito.

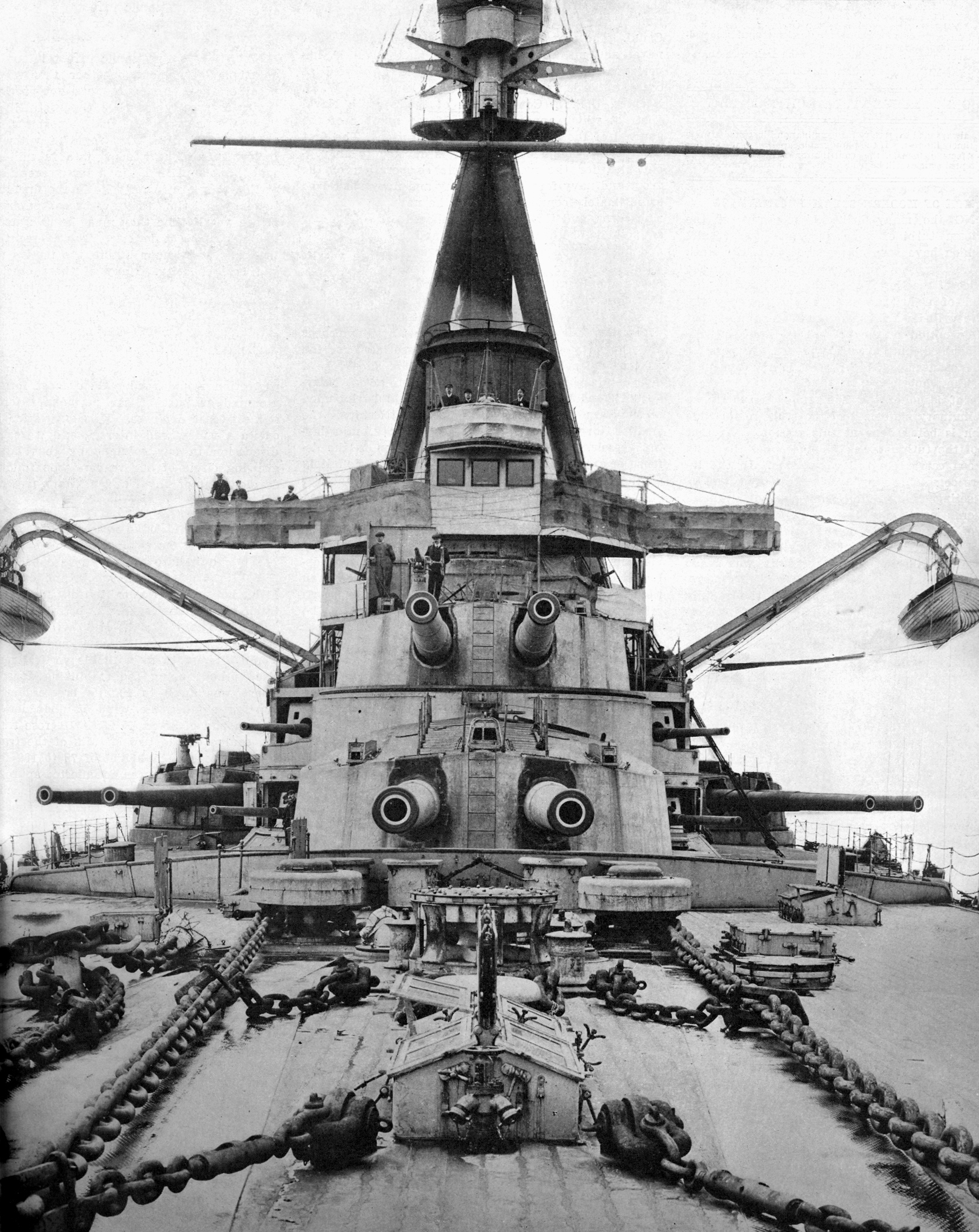
Dos torretas del Minas Gerais; nótese que están dispuestas una por encima de la otra, permitiendo a la superior disparar por encima de la inferior.

Una disposición escalonada implicaba superponer una o dos torretas para que los cañones pudiesen hacer fuego hacia delante a la vez. Aunque la Armada de Estados Unidos incluyó esta característica en sus primeros dreadnought Clase South Carolina en 1906, las de otros países tardaron más en hacerlo por cuestiones de diseño (la Royal Navy la adoptó en la Clase Orion en 1910). La principal preocupación residía en comprobar hasta que punto el fogonazo del disparo de los cañones que se encontraban por encima podía dañar la torreta inferior. Al levantar las torretas también se alzaba el centro de gravedad del barco. Sin embargo, esta distribución era la que ofrecía más potencia de fuego con un mismo número de cañones. Ya en la Segunda Guerra Mundial, la disposicíon era un estándar.
Inicialmente, todos los dreadnought tenían dos cañones en cada torreta. Sin embargo, como parte de la solución al problema de la distribución de las torretas, se colocaron tres, o incluso cuatro cañones por torreta. Menos torretas significaba que el barco podía ser más corto o que podía dedicar más espacio a maquinaria. Por otro lado, significaba que en el caso de que un proyectil enemigo dañase una torreta, una mayor proporción del armamento principal quedaría fuera de servicio. El riesgo de interferencia entre los cañones de una misma torreta debido a las ondas de choque producidas en el interior del ánima reducía un tanto la cadencia de tiro. El primer país en adoptar la torreta triple fue Italia en el Dante Alighieri, seguido por Rusia con la Clase Gangut, la clase austrohúngara Clase Tegetthoff, y la estadounidense Clase Nevada. La marina real británica no adoptó la torreta triple hasta pasada la Primera Guerra Mundial, con la Clase Nelson. Algunos diseños posteriores utilizaron torretas cuádruples, incluyendo la clase King George V inglesa y la Clase Richelieu francesa.

#### Armamento principal
En vez de alojar más cañones a bordo, resultaba más factible incrementar la capacidad de fuego de cada cañón. Esto pudo ser conseguido incrementando el calibre de cada cañón y por lo tanto el peso del proyectil, o alargando la caña del cañón, incrementando la velocidad de salida. Cualquiera de las dos opciones proporcionaban la oportunidad de aumentar el alcance y capacidad de penetración.

Animación mostrando el funcionamiento del armamento principal de un dreadnought, basado en el cañón británico Cañón naval BL Mark I de 15 pulgadas, utilizado en los super-dreadnought.

Ambos métodos de incrementar la potencia ofrecían ventajas y desventajas, en general, mayor velocidad de salida significaba un mayor desgaste del ánima con cada disparo. A medida que se disparaban proyectiles con un cañón, se desgastaba el interior de los cañones, perdiendo precisión y eventualmente necesitando ser reemplazados. Llegado un momento, esto comenzó a ser problemático; la Armada estadounidense consideró seriamente dejar de hacer prácticas de tiro con los cañones más pesados en 1910 debido al desgaste de sus ánimas. Las desventajas de los cañones más pesados eran dobles: primero, estos y sus torretas eran mucho más pesados; y segundo, proyectiles más pesados y lentos necesitaban ser disparados con mayor ángulo para el mismo alcance, lo que afectaba al diseño de las torretas. Sin embargo, la gran ventaja de incrementar el calibre era que los proyectiles más pesados se veían menos afectados por la resistencia que opone el aire, y por lo tanto retienen más capacidad de penetración a grandes distancias.
Las diferentes armadas enfocaron la decisión del calibre de diferentes formas. Por ejemplo, la marina alemana, generalmente utilizaba un calibre más pequeño que el de los buques equivalentes británicos por ejemplo, el calibre 12 pulgadas (304,8 mm), cuando el estándar británico era 13,5 pulgadas (342,9 mm). Sin embargo, debido a que la metalurgia alemana era superior, el cañón alemán de 12 pulgadas era superior al británico del mismo calibre, en términos de peso del proyectil y de velocidad de salida; y porque los cañones alemanes eran más ligeros que los de 13.5 pulgadas de sus rivales ingleses, permitiendo a los barcos alemanes dedicar más peso a blindaje.
En general, sin embargo, el calibre de los cañones tendió a incrementarse. En la Marina Real Inglesa la clase Orion, lanzada en 1910 tenía instalados diez cañones de 13.5 pulgadas, todos en la línea de crujía; La Clase Queen Elizabeth, de 1913 utilizaba ocho cañones de 15 pulgadas (381 mm). En todas las armadas, el calibre de los cañones se incrementó y el número de cañones en cada barco tendió a reducirse para compensar. El menor número de cañones hizo que la cuestión de la distribución dejase de ser un problema a resolver y las torretas en la línea de crujía se convirtieron en la norma.
Un paso más en las modificaciones fue planeada y establecida al final de la Primera Guerra Mundial. En 1917, los acorazados japoneses Clase Nagato contaban con cañones de 16 pulgadas (406,4 mm), que fue rápidamente igualada por la armada estadounidense con la Clase Colorado. Tanto Japón como el Reino Unido estaban planeando acorazados con cañones de 18 pulgadas (457,2 mm), En el caso británico, la clase N3. Sin embargo, el tratado naval de Washington impidió que estos cañones inmensos se convirtiesen en realidad.

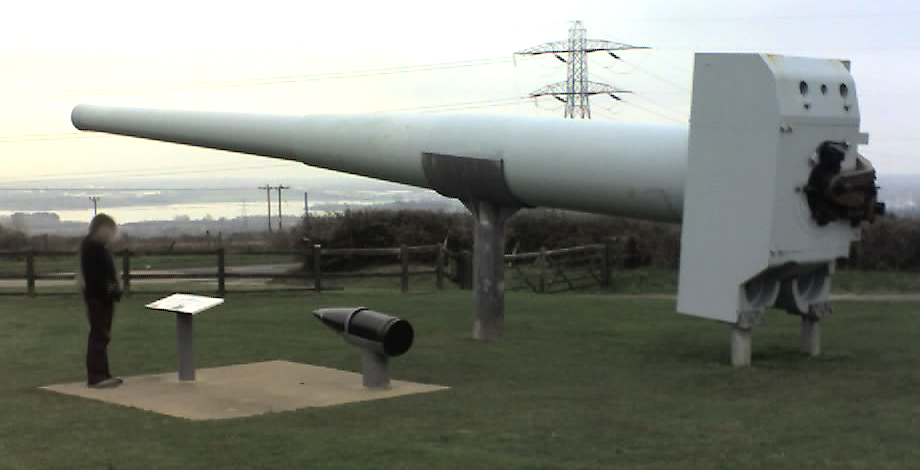
Un cañón naval de 14 pulgadas, los que montaban los acorazados de la clase King George V

El tratado de Washington limitó el calibre de los cañones a 16 pulgadas (406 mm). Tratados posteriores conservaron dicho límite, aunque reducciones del límite a 11, 12, o 14 pulgadas fueron propuestas. Los únicos en romper el tratado fueron los japoneses con la Clase Yamato, comenzada en 1937 (después de que el tratado expirara), que equipaba cañones de 18 pulgadas 460 mm. En la mitad de la Segunda Guerra Mundial, El Reino Unido estaba haciendo uso de cañones de 15 pulgadas que habían sido guardados como repuestos para la Clase Queen Elizabeth, para armar el último acorazado británico, el HMS Vanguard.
Ciertos diseños de la era de la Segunda Guerra Mundial proponían otro movimiento hacia armamento de grandes dimensiones, la clase H alemana de 1944 incluían cañones de 20 pulgadas (508 mm) y existen evidencias de que Hitler quería calibres de tan elevados como 24 pulgadas (609 mm); la Clase Superyamato japonesa también habría montado cañones de 508 mm. Ninguna de estas propuestas llegaron más lejos que trabajos preliminares de diseño.

#### Armamento secundario
Los primeros dreadnought tendían a portar muy poco armamento secundario ligero y estaba diseñado para proteger al buque de lanchas torpederas. El mismo Dreadnought estaba equipado con 22 cañones de doce libras; cada uno de los cuales podía realizar un mínimo de 15 disparos por minuto sobre cualquier torpedero que le estuviese atacando. El South Carolina, así como otros de los primeros dreadnought estadounidenses estaban equipados similarmente. En ese momento, las lanchas torpederas se suponían que atacarían de forma separada de las acciones de cualquier flota. Por lo tanto, no había necesidad de blindar el armamento secundario ni de proteger a la tripulación de los fogonazos producidos por el armamento principal. En dicho contexto, el armamento ligero tendió a montarse en posiciones sin resguardo, para minimizar el peso y elevadas, para ampliar el ángulo de disparo.

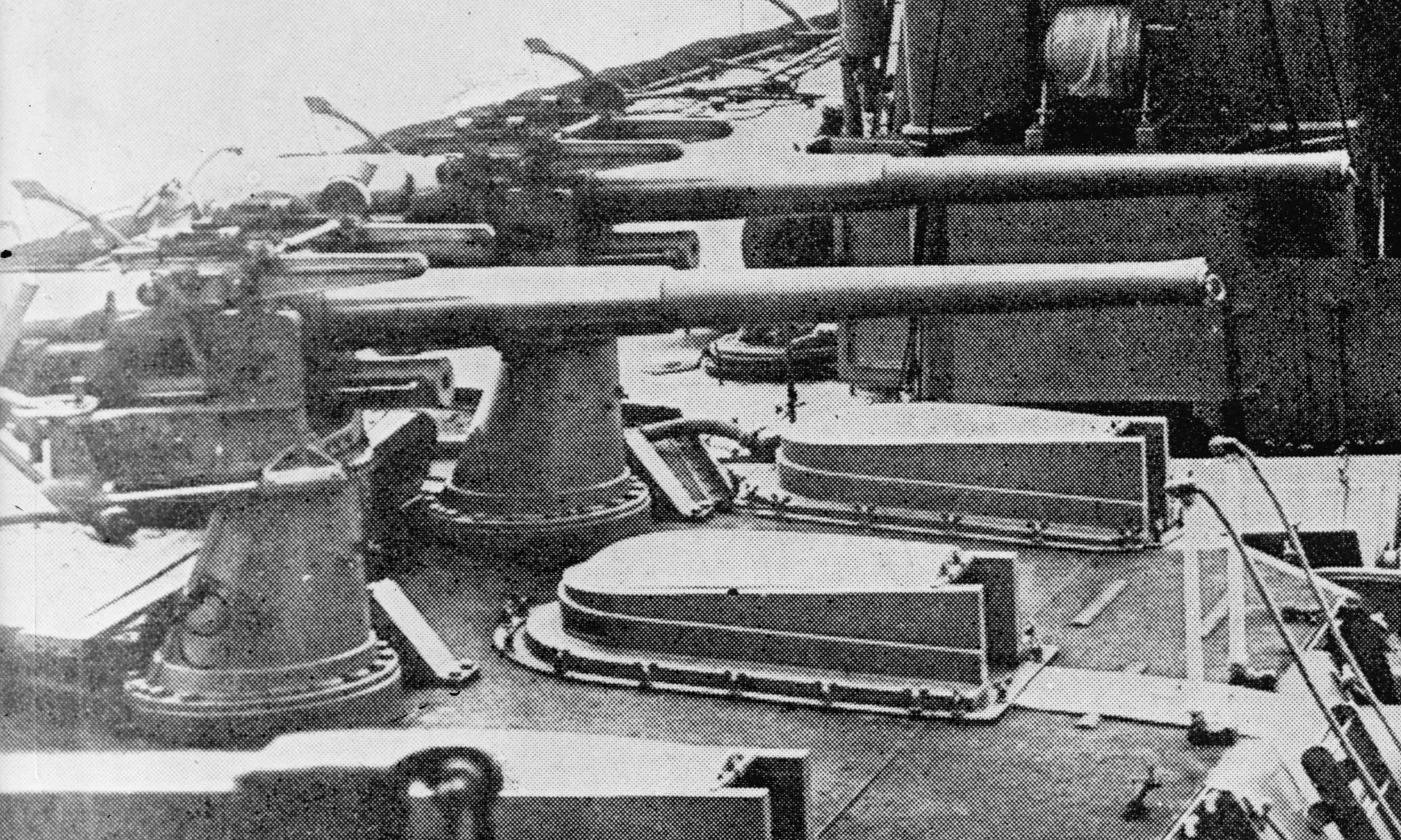
Cañones antitorpederos de 12 libras montados en el techo de una torreta del HMS Dreadnought

En unos pocos años, la mayor amenaza provenía de los destructores, más grandes, armados y blindados, por tanto, más difíciles de destruir que las lanchas torpederas. Aunque los destructores constituían una amenaza muy seria, se consideraba que un solo proyectil de un cañón de 12 libras hundiría (más que meramente dañar) cualquier destructor de la época. Se suponía que los destructores, a diferencia de las lanchas torpederas, atacarían como parte de las operaciones de una flota completa, así que era necesario que el armamento secundario estuviese protegido de la metralla proveniente de los ataques de los grandes cañones enemigos, así como de los fogonazos del propio armamento principal. Dicha filosofía de armamento secundario fue adoptada por la armada alemana desde el principio; El  Nassau, por ejemplo portaba doce cañones de 5,9 pulgadas (150 mm) y 16 de 3.45 pulgadas (88 mm), y los dreadnought alemanes posteriores siguieron su ejemplo. Estos cañones más pesados tendieron a ser montados con la protección de barbetas y casamatas en la cubierta principal. La marina real británica incrementó el calibre de su armamento secundario desde los de 12 libras a 4 pulgadas (101,6 mm) en un primer momento y luego a cañones de 6 pulgadas (152,4 mm), que eran el estándar al comienzo de la Primera Guerra Mundial; Los estadounidenses estandarizaron el calibre 5 pulgadas (127 mm) para la guerra, pero planearon equipar cañones de seis pulgadas para los barcos diseñados justo después.
La batería secundaria también tenía otras funciones. Se esperaba que los cañones de calibre medio fuesen capaces de atacar los relativamente frágiles sistemas de control de fuego de los dreadnought enemigos. Además, se estimaba que el armamento secundario podría tener un papel importante en impedir que los cruceros enemigos atacasen un acorazado dañado.
El armamento secundario de los dreadnought fue, en general, insatisfactorio. No se podía confiar en el impacto de un solo disparo de un cañón ligero para parar un destructor y los cañones más pesados no resultaban confiables para impactar en un destructor, como la experiencia de la batalla de Jutlandia mostró. Las barbetas de los cañones más pesados también se mostraron problemáticas, porque al estar montadas en posiciones bajas, resultaron propensas a inundarse, y en algunas clases de barcos fueron retiradas o cubiertas totalmente de blindaje. La única forma totalmente segura de proteger un dreadnought de destructores o de ataques de torpederos, era escoltarlo con su propio escuadrón de destructores. Tras la Primera Guerra Mundial, el armamento secundario tendió a ser montado en torretas en la cubierta superior y alrededor de la superestructura. Esto permitía un buen ángulo de disparo y protección sin los inconvenientes de las barbetas. Paulatinamente a lo largo de las décadas de 1920 y 1930, los cañones secundarios estaban dispuestos en su mayoría como parte del sistema de protección antiaérea, incrementándose la adopción de cañones de propósito doble y elevados ángulos de tiro.

### Blindaje

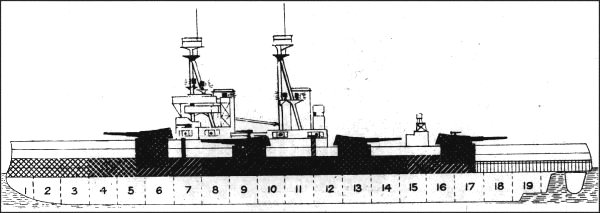
Esquema del lateral del Bellerophon que muestra la distribución típica del blindaje en los dreadnought, siendo muy gruesa la protección de las torretas, depósitos de municiones y cuartos de máquinas, haciéndose más delgada en zonas menos vitales; nótese también la división en compartimientos estancos para evitar el hundimiento.

Gran parte del desplazamiento de un dreadnought provenía de las planchas de acero de su blindaje. Los diseñadores dedicaron mucho tiempo y esfuerzo a proteger a sus barcos lo máximo posible contra las diversas armas a las que podrían enfrentarse. Sin embargo, el peso dedicado a la protección iba en detrimento de la velocidad, la potencia de fuego y la capacidad de maniobra en el mar del buque.

#### Reducto central
La mayor parte del blindaje de un dreadnought se concentraba alrededor del reducto central. Éste era una caja con el techo y las cuatro paredes blindadas, rodeando las partes más vitales del barco. Los lados del reducto eran el cinturón blindado del barco, que comenzaba en el casco, justo delante de la torreta delantera y se extendía hasta justo detrás de la torreta de popa. Los extremos de la ciudadela eran dos mamparos blindados, en proa y popa que unían los extremos del cinturón blindado, de una banda a otra del casco. El 'techo' del reducto era una cubierta blindada. Dentro de la ciudadela se encontraban las calderas, máquinas y santabarbaras. Un impacto en cualquiera de los sistemas que alojaba el reducto central podría inutilizar o destruir el barco. El 'suelo' de la caja era el fondo del casco, y no estaba blindado.
Los primeros dreadnought estaban concebidos para entablar combate contra otros acorazados a distancias superiores a 10 000 yardas (9144,0 m). En estos encuentros, los proyectiles tendrían una trayectoria relativamente plana, y un proyectil tendría que impactar directamente o cerca de la línea de flotación para poder dañar las partes más vitales del barco. Debido a esto, el blindaje de los primeros dreadnought se concentraba en un grueso cinturón blindado alrededor de la línea de flotación; el grosor era de unos 11 pulgadas (279,4 mm) en el Dreadnought. Detrás del cinturón se colocaban las reservas de carbón, para que actuasen como parte de la protección pasiva, para resguardar aún más las máquinas, que se encontraban detrás. En un combate de estas características, había un peligro mucho menor de daños indirectos sobre las partes más vitales del buque. Un proyectil que explotase por encima del cinturón blindado y explotase, lanzaría metralla en todas direcciones, pero estos fragmentos, aunque peligrosos, podían ser detenidos con blindaje mucho más ligero que el que era necesario para detener un proyectil perforante sin explotar. Para proteger el interior del barco de metralla proveniente de impactos en la superestructura, se colocó un blindaje mucho más fino a las cubiertas del barco.
Mientras que la protección más gruesa se reservaba para el reducto central en todos los acorazados, algunas armadas extendieron un cinturón blindado más delgado y cubierta blindada para cubrir los extremos del barco, o extendieron un cinturón más delgado hacia arriba, fuera del casco. 

#### Protección subacuática y subdivisiones
El elemento final del esquema de protección de los primeros acorazados fue la subdivisión del buque por debajo de la línea de flotación en varios compartimentos estancos. Si el casco resultaba perforado, por proyectiles, minas, torpedos o colisión, en teoría, solo un área se inundaría y el buque podría sobrevivir. Para hacer esta precaución aún más efectiva, muchos acorazados no tenían escotillas entre las diferentes secciones submarinas, de modo que ni siquiera una perforación inesperada del casco debajo de la línea de flotación podría hundir el barco. Sin embargo, todavía hubo una serie de casos en los que las inundaciones se extendieron entre los compartimentos submarinos.
La mayor evolución en la protección de acorazados llegó con el desarrollo del bulge antitorpedo y del mamparo antitorpedo, ambos intentos de proteger el casco sumergido contra el daño provocado por minas y torpedos. El propósito de la protección subacuática era absorber la fuerza provocada por la detonación de una mina o un torpedo bastante lejos del casco estanco final. Esto significaba un mamparo interior a lo largo del costado del casco, que generalmente estaba ligeramente blindado para capturar el daño, separado del casco exterior por uno o más compartimentos. Los compartimentos intermedios se dejaron vacíos o se llenaron de carbón, agua o fueloil.

### Propulsión

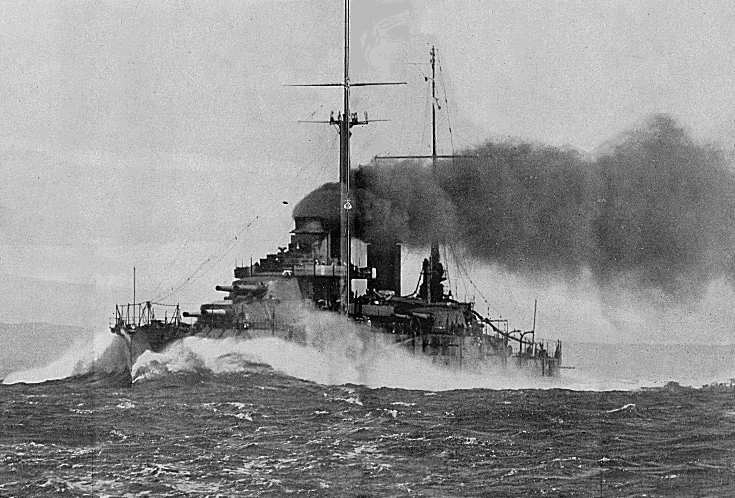
El Paris en pruebas de velocidad (1914)

Los dreadnoughts eran propulsados por dos o cuatro hélices de tornillo. El mismo Dreadnought, y todos los dreadnoughts británicos, tenían ejes de tornillo accionados por turbinas de vapor. La primera generación de dreadnoughts construidos en otras naciones utilizaba la máquina de vapor de triple expansión más lenta que había sido estándar en los pre-dreadnoughts.
Las turbinas ofrecían más potencia que los motores recíprocos para el mismo volumen de maquinaria.
Esto, junto con una garantía de la nueva maquinaria del inventor, Charles Parsons, persuadió a la Royal Navy para que utilizara turbinas en el HMS Dreadnought. A menudo se dice que las turbinas tenían las ventajas adicionales de ser más limpias y más fiables que los motores recíprocos. El 1905, estaban disponibles nuevos diseños de motor alternativo que eran más limpios y más fiables que los modelos anteriores.
Las turbinas también tenían desventajas. A velocidades de crucero mucho más lentas que la velocidad máxima, las turbinas eran notablemente menos eficientes sobre el combustible que los motores recíprocos. Esto fue especialmente importante para las marinas que requerían un largo alcance a velocidades de crucero y, por lo tanto, para la armada de los EE. UU., que planeaba, en caso de guerra, cruzar el Pacífico y enfrentarse a los japoneses en las Filipinas.
La Marina de los Estados Unidos experimentó con motores de turbina desde 1908 al North Dakota, pero no se dedicó completamente a las turbinas hasta la clase Pennsylvania el 1916. En la clase Nevada anterior, un barco, el Oklahoma, recibió motores recíprocos, mientras que el Nevada recibió turbinas de engranaje. Los dos barcos de la clase "Nueva York" de 1914 recibieron motores alternativos, pero los cuatro barcos de las clases "Florida" (1911) y "Wyoming" (1912) recibieron turbinas.
Finalmente se superaron los inconvenientes de la turbina. La solución que finalmente se adoptó generalmente fue la turbina de engranajes, donde el engranaje reducía la velocidad de rotación de las hélices y, por lo tanto, aumentaba la eficiencia. Esta solución requería precisión técnica en los engranajes y, por lo tanto, era difícil de implementar.
Una alternativa era el accionamiento turbo-eléctrico donde la turbina de vapor generaba energía eléctrica que después impulsaba las hélices. Esto fue favorecido especialmente para la Marina de los Estados Unidos, que lo utilizó para todos los dreadnoughts desde finales de 1915 hasta 1922. Las ventajas de este método eran su bajo coste, la oportunidad de una compartimentación submarina muy cercana y un buen rendimiento a popa. Las desventajas eran que la maquinaria era pesada y vulnerable a los daños de batalla, especialmente los efectos de las inundaciones a la electricidad.
Las turbinas nunca se sustituyeron en el diseño del acorazado. Los motores diésel fueron finalmente considerados por algunas potencias, puesto que ofrecían una muy buena resistencia y un espacio de ingeniería que ocupaba menos de la longitud de la nave. También eran más pelmazos, pero, ocupaban un espacio vertical más grande, ofrecían menos potencia y se consideraban poco fiables.

#### Combustible
La primera generación de dreadnoughts utilizaba carbón para encender las calderas que alimentaban de vapor las turbinas. El carbón se había usado desde los primeros barcos de guerra de vapor. Una de las ventajas del carbón era que es bastante inerte (en forma de terrones) y por lo tanto se podía utilizar como parte del esquema de protección del barco. El carbón también tenía muchos inconvenientes. Envasar carbón a los búnkeres del barco era muy laborioso y después alimentarlo a las calderas. Las calderas se obstruyeron con ceniza. El polvo de carbón en el aire y los vapores relacionados eran altamente explosivos, posiblemente evidenciado por la explosión del USS Maine. La quema de carbón como combustible también produjo un espeso humo negro que marcó la posición de una flota e interfirió con la visibilidad, la señalización y el control del fuego. Además, el carbón era muy voluminoso y tenía una eficiencia térmica comparativamente baja.
La propulsión de fueloil tenía muchas ventajas tanto para los estrategas navales como para los oficiales al mar. Redujo el humo, haciendo que los barcos fueran menos visibles. Se podría alimentar a las calderas automáticamente, en lugar de necesitar fogoneros para hacerlo a mano. El petróleo tiene aproximadamente el doble de contenido térmico de carbón. Esto significaba que las propias calderas podían ser más pequeñas; y por el mismo volumen de combustible, un barco de gasóleo tendría un alcance mucho más grande.
Estos beneficios hicieron que, ya en 1901, Fisher estuviera presionando las ventajas del combustible de petróleo. Hubo problemas técnicos con la cocción de petróleo, relacionados con la diferente distribución del peso del petróleo en comparación con el carbón, y los problemas de bombeig de aceite viscoso. El principal problema con el uso del petróleo para la flota de batalla era que, con la excepción de los Estados Unidos, todas las grandes armadas tendrían que importar su petróleo. Como resultado, algunas marinas adoptaron calderas de "doble fuego" que podían utilizar carbón rociado con petróleo; los barcos británicos así equipados, que incluían dreadnoughts, podían incluso utilizar petróleo sólo con una potencia de hasta el 60 %.
Los Estados Unidos tenían grandes reservas de petróleo, y la Armada de los EE. UU. fue la primera a adoptar de pleno la combustión de petróleo, decidió hacerlo el 1910 y pidió calderas de gasóleo para la clase Nevada, el 1911. El Reino Unido no se quedó atrás, y decidió en 1912 utilizar el petróleo en la clase Queen Elizabeth; tiempo más cortos de diseño y construcción británicos significaron que la Queen Elizabeth se encargó antes de cualquier de los barcos de la clase Nevada. El Reino Unido planeaba volver a la combustión mixta con el posterior Revenge, a costa de una cierta velocidad, pero Fisher, que volvió al cargo el 1914, insistió en que todas las calderas tendrían que funcionar con gasóleo. Otras marinas importantes mantuvieron la cocción mixta de carbón y petróleo hasta el final de la Primera Guerra Mundial.

## Construcción de Dreadnoughts
Los dreadnoughts se desarrollaron como un movimiento en una carrera armamentista internacional que había empezado en la década de 1890. La Royal Navy británica tenía una gran ventaja en el número de acorazados pre-dreadnought, pero sólo una ventaja de un solo dreadnought en 1906. Esto trajo a críticas que los británicos, al lanzar el HMS Dreadnought, renunciaron a una ventaja estratégica. La mayoría de los rivales navales del Reino Unido ya habían contemplado o incluso construido barcos de guerra que contaban con una batería uniforme de cañones pesados. Tanto la armada japonesa como la armada norteamericana encargaron barcos "de grandes armas" entre 1904 y 1905, con Satsuma y South Carolina, respectivamente. El Kaiser alemán Guillermo II había defendido un barco de guerra rápido armado sólo con cañones pesados desde la década de 1890. Consiguiendo una ventaja en la construcción de dreadnought, el Reino Unido aseguró que su dominio de los mares continuara.
La carrera de acorazados pronto se aceleró de nuevo, y supuso una gran carga para las finanzas de los gobiernos que participaban. Los primeros dreadnoughts no eran mucho más caros que los últimos pre-dreadnoughts, pero el coste por barco continuó creciendo después. Los acorazados modernos eran en el elemento cruciales para el poder naval a pesar de su precio. Cada acorazado indicó poder y prestigio nacional, de una manera similar a las armas nucleares en la actualidad. Alemania, Francia, Rusia, Italia, Japón y Austria iniciaron programas de dreadnought, y las potencias de segundo rango —incluyendo el Imperio Otomano, Grecia, Argentina, Brasil y Chile— encargaron a los británicos, franceses, alemanes y americanos para construir sus dreadnoughts.

### Carrera armamentística anglo-germana

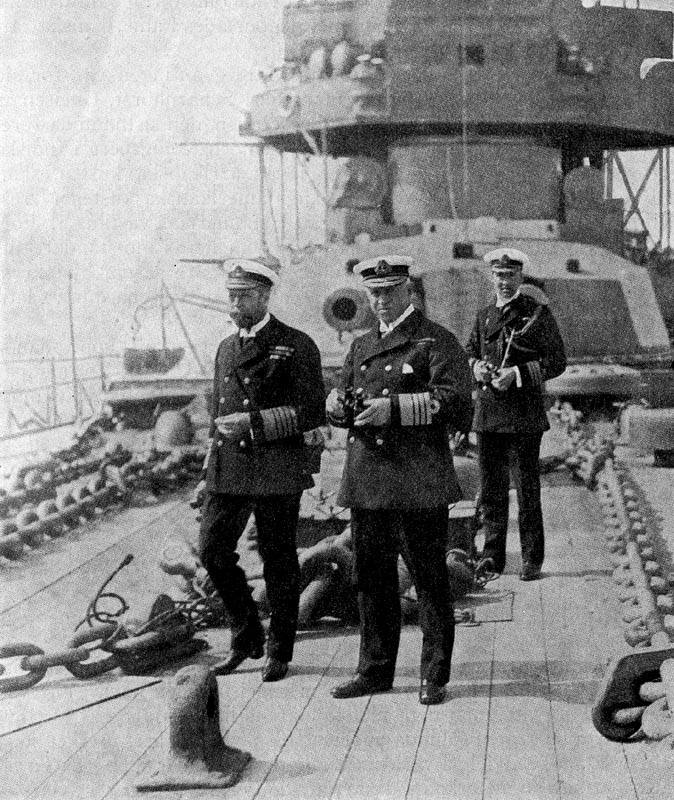
El Rey Jorge V (izquierda) inspecciona el HMS Neptune

La construcción del Dreadnought coincidió con el aumento de la tensión entre el Reino Unido y Alemania. Alemania había empezado a construir una gran flota de batalla a la década de 1890, como parte de una política deliberada para desafiar la supremacía naval británica. Con la firma de la Entente Cordiale en abril de 1904, se hizo cada vez más claro que el principal enemigo naval del Reino Unido sería Alemania, que estaba construyendo una gran flota moderna bajo las leyes de "Tirpitz". Esta rivalidad dio lugar a las dos flotas dreadnought más grandes del periodo anterior a 1914.
La primera respuesta alemana al Dreadnought fue la clase Nassau, establecido en 1907, seguido de la clase "Helgoland" en 1909. Junto con dos cruceros de batalla—un tipo por el cual los alemanes tenían menos admiración que Fisher, pero que se podía construir bajo la autorización para cruceros blindados, más que para barcos capitales; estas clases dieron en Alemania un total de diez barcos capitales modernos construidos en 1909. Los barcos británicos eran más rápidos y potentes que sus equivalentes alemanes, pero una proporción de 12:10 quedó muy por debajo de la superioridad de 2:1 que la Royal Navy quería mantener.
En 1909, el Parlamento británico autorizó cuatro barcos capitales adicionales, con la esperanza que Alemania estuviera dispuesta a negociar un tratado que limitaba el número de acorazados. Si no se pudiera encontrar esta solución, en 1910 se establecerían cuatro barcos adicionales. Incluso este compromiso significó, cuando se combinó con algunas reformas sociales, aumentar bastante los impuestos para provocar una crisis constitucional en el Reino Unido entre 1909 y 1910. En 1910, el plan de construcción británico de ocho barcos salió adelante, incluidos cuatro super-dreadnoughts de la clase Orion, aumentado por cruceros de batalla comprados por Australia y Nueva Zelanda. En el mismo periodo, Alemania sólo dejó tres barcos, dando en el Reino Unido una superioridad de 22 barcos a 13. La determinación británica, como demuestra su programa de construcción, trajo los alemanes a buscar un final negociado en la carrera armamentística. El nuevo objetivo del Almirallat de un 60 % de ventaja sobre Alemania estaba bastante cerca del objetivo de Tirpitz de reducir el liderazgo británico al 50 %, pero las conversas fracasaron sobre la cuestión de si se tenían que incluir los cruceros de batalla coloniales británicos en el recuento, así como los no navales, así como las cuestiones de las demandas alemanas de reconocimiento de la propiedad de Alsacia-Lorena.
La carrera de los dreadnought se intensificó en 1910 y en 1911, con Alemania imponiendo cuatro barcos capitales cada año y el Reino Unido cinco. La tensión llegó al máximo después de la Ley naval alemana de 1912. Esto proponía una flota de 33 acorazados y cruceros de batalla alemanes, superando en número Royal Navy en aguas domésticas. Para empeorar las cosas para el Reino Unido, la Marina de guerra imperial y real Austrohúngara estaba construyendo cuatro dreadnoughts, mientras que Italia tenía cuatro y estaba construyendo dos más. Contra estas amenazas, la Royal Navy ya no podía garantizar los intereses vitales británicos. El Reino Unido se enfrentó a elegir entre construir más acorazados, retirarse del Mediterráneo o buscar una alianza con Francia. La construcción naval adicional era inaceptablemente cara en un momento en que la disposición de bienestar social estaba haciendo llamamientos en el presupuesto. La retirada de la Mediterránea supondría una gran pérdida de influencia, debilitando la diplomacia británica a la región y sacudiendo la estabilidad del Imperio británico. La única opción aceptable, y la recomendada por el Primer lord del Almirantazgo Winston Churchill, fue romper con las políticas del pasado y hacer un acuerdo con Francia. Los franceses asumirían la responsabilidad de controlar Italia y Austria-Hungría en el Mediterráneo, mientras que los británicos protegerían la cuesta norte de Francia. A pesar de la cierta oposición de los políticos británicos, Royal Navy se organizó sobre esta base en 1912.
A pesar de estas importantes consecuencias estratégicas, la Ley Naval de 1912 tuvo poca incidencia en la relación de la fuerza de acorazados. El Reino Unido respondió estableciendo debe de nuevos superdreadnoughts en sus presupuestos de 1912 y 1913: barcos de las clases Queen Elizabeth y Revenge, que introdujo un cambio más grande en armamento, velocidad y protección, mientras que Alemania sólo estableció cinco, concentrando los recursos en su ejército.

### Estados Unidos

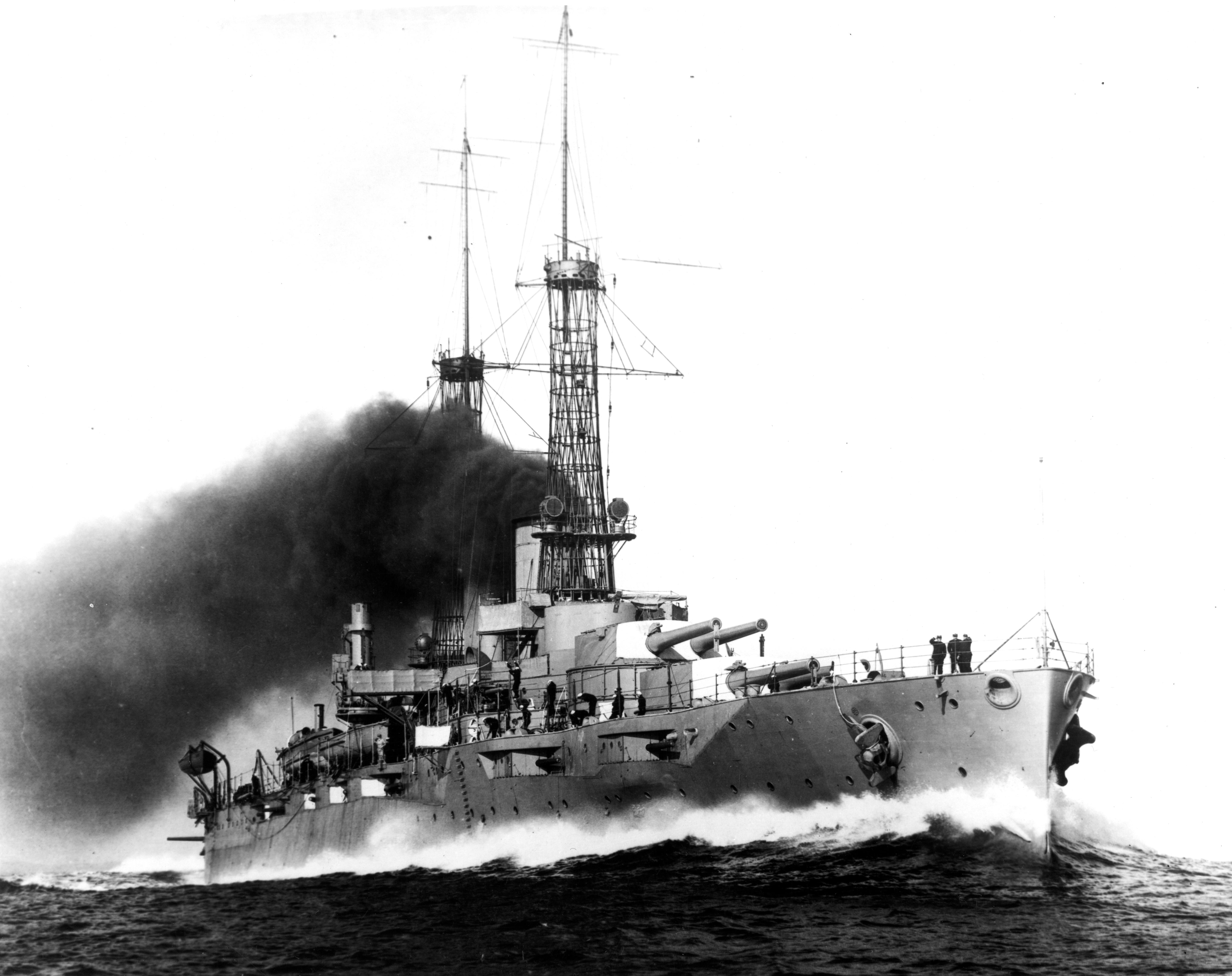
USS New York a todo vapor (1915)

Los acorazados de la clase South Carolina estadounidenses fueron los primeros barcos de cañón grande completados por uno de los rivales del Reino Unido. La planificación de este tipo había empezado antes del lanzamiento de Dreadnought. Hay algunas especulaciones que los contactos informales con funcionarios afines de la Royal Navy influyeron en el diseño de la Marina de los Estados Unidos, pero el barco americano era muy diferente.
El Congreso de los Estados Unidos autorizó la Armada a construir dos acorazados, pero de sólo 16.000 toneladas o menos de desplazamiento. Como resultado, la clase South Carolina se construyó con límites mucho más estrictos que los Dreadnought. Para hacer el mejor uso del peso disponible para el armamento, los ocho cañones de 12 pulgadas se montaron a lo largo de la línea central, en parejas superpuestas, adelante y detrás. Este arreglo daba una banda igual a Dreadnought, pero con menos armas; esta fue la distribución de armas más eficiente y fue un precursor de la práctica estándar de las futuras generaciones de acorazados. La principal economía de desplazamiento en comparación con Dreadnought estaba en la propulsión; South Carolina conservó máquinas de vapor de triple expansión y sólo podía gestionar 18,5 kn (34,3 km/h) comparado con 21 kn (39 km/h) del Dreadnought. Por este motivo el posterior clase Delaware fueron descritos por algunos como los primeros dreadnoughts de la Marina de los EE. UU.; sólo unos cuántos años después de su puesta en marcha, la clase South Carolina no pudo operar tácticamente con los nuevos dreadnoughts debido a su baja velocidad, y se vieron obligados a operar con los antiguos pre-dreadnoughts.
Los dos barcos de 10 cañones y 20 500 toneladas de la clase Delaware fueron los primeros acorazados norteamericanos a igualar la velocidad de los dreadnoughts británicos, pero su batería secundaria era "húmeda" (afectada por chubascos) y su proa estaba bajo el agua. Un diseño alternativo de 12 cañones de 24 000 toneladas también tenía muchas desventajas; los dos cañones adicionales y una casamata inferior tenían "costes ocultos": las dos torretas de ala previstas debilitarían la cubierta superior, sería casi imposible de proteger adecuadamente contraataques submarinos y obligarían a situar los cargadores demasiado cerca de los lados de la nave.
La Armada de los EE. UU. continuó ampliando su flota de batalla, colocando la quilla de dos barcos la mayoría de los años posteriores hasta en 1920. Los EE. UU. continuaron utilizando motores alternativos como alternativa a las turbinas hasta el Nevada, con la colocación de quilla en 1912. En parte, esto reflejaba un enfoque prudente de la construcción de acorazados, y en parte por privilegiar una larga resistencia por sobre la alta velocidad máxima, debido a la necesidad de la Marina de los EE. UU. de operar al océano Pacífico.

### Japón

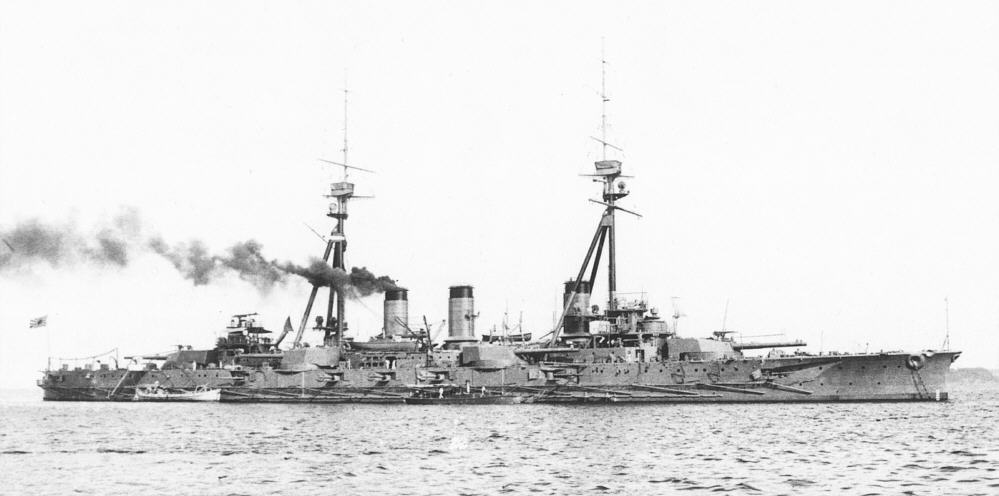
El acorazado japonés Settsu (1911)

Con su victoria a la guerra russo-japonesa de 1904-1905, los japoneses se preocuparon por el potencial de conflicto con los EE. UU.. El teórico Satō Tetsutarō desarrolló la doctrina que el Japón tendría que tener una flota de combate de al menos el 70 % de la medida de la de los EE. UU.. Esto permitiría a la armada japonesa ganar dos batallas decisivas: la primera a principios de una futura guerra contra la flota del Pacífico norteamericana, y la segunda contra la flota del Atlántico de los EE. UU., que inevitablemente se enviaría como refuerzos.
Las primeras prioridades del Japón eran reequipar los pre-dreadnoughts capturados de Rusia y completar el Satsuma y Aki. Los Satsumas fueron diseñados antes del Dreadnought, pero la escasez financiera derivada de la guerra russo-japonesa retrasó la finalización y provocó que trajera un armamento mixto, por lo cual se conocían como "semi-dreadnoughts". Estos fueron seguidos de un tipo "Aki" modificado: Kawachi y Settsu del Dreadnought de la clase Kawachi. Estos dos barcos se colocaron en quilla en 1909 y se completaron en 1912. Estaban armados con doce cañones de 12 pulgadas, pero eran de dos modelos diferentes con diferentes longitudes de cañón, lo que significa que habrían tenido dificultades para controlar su fuego a larga distancia.

### En otros países

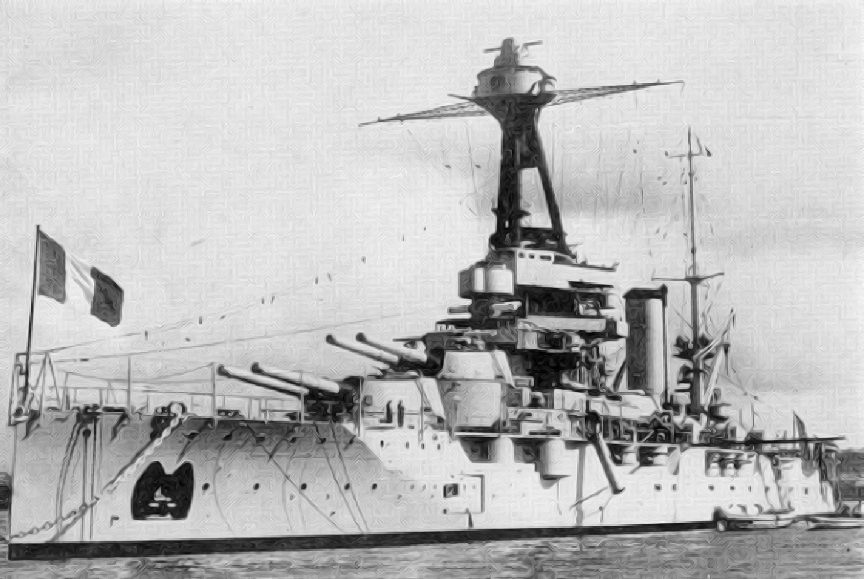
Provenc, un Bretagne, lanzado en 1913 (en la foto en 1942)

En comparación con las otras grandes potencias navales, Francia tardó a empezar a construir dreadnoughts, en lugar de acabar la planificada clase de pre-dreadnoughts Danton, estableciendo cinco en 1907 y en 1908. El septiembre de 1910, se puso la quilla al primero de los Courbet, convirtiendo Francia en la undécima nación a entrar en la carrera de los dreadnought. A las estimaciones de la Marina de 1911, Paul Bénazet afirmó que de 1896 a 1911, Francia pasó de ser la segunda potencia naval más grande del mundo a la cuarta; se atribuyó a problemas en las rutinas de mantenimiento y negligencia. La alianza más estrecha con el Reino Unido hizo que estas fuerzas reducidas fueran más que adecuadas para las necesidades francesas.
La armada italiana había recibido propuestas de Cuniberti para un acorazado de cañones grandes mucho antes que se lanzara el "Dreadnought", pero Italia tardó hasta en 1909 a botar uno. La construcción de Dante Alighieri fue motivada por los rumores sobre la construcción de un dreadnought austrohúngaro. Otros cinco dreadnoughts de la clase Conte di Cavour y Andrea Doria siguieron mientras Italia intentó mantener su liderazgo sobre Austria-Hungría. Estos barcos permanecieron el núcleo de la fuerza naval italiana hasta la Segunda Guerra Mundial. El posterior Francesco Caracciolo fue suspendido (y posteriormente cancelado) con el estallido de la Primera Guerra Mundial.

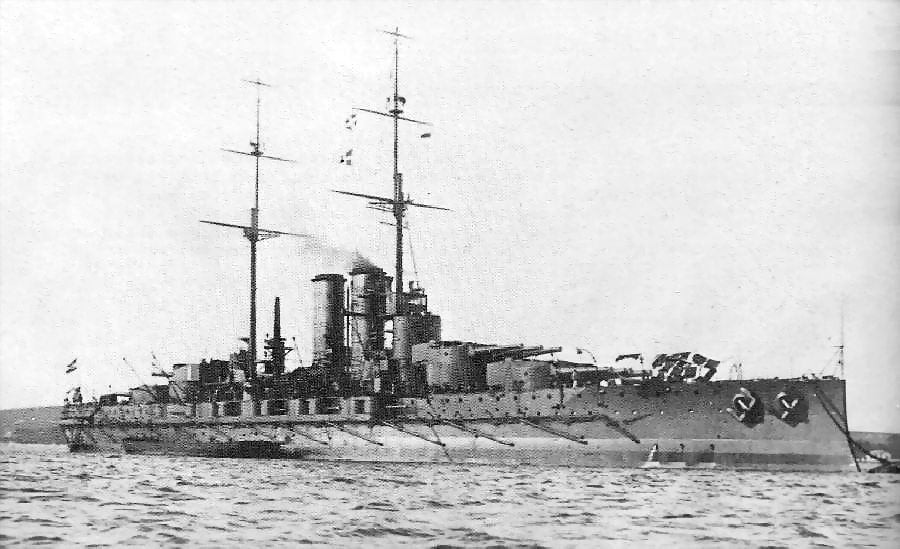
Acorazado austrohúngaro SMS Tegetthoff (1912) (foto anterior a la Primera Guerra Mundial)

El enero de 1909, los almirantes austrohúngaros hicieron circular un documento pidiendo una flota de cuatro dreadnoughts. Una crisis constitucional en 1909-1910 significó que no se podía aprobar ninguna construcción. A pesar de esto, los astilleros pusieron la quilla de dos dreadnoughts sobre una base especulativa, sobre todo debido a las manipulaciones enérgicas de Rudolf Montecuccoli, comandante de la armada austrohúngara, los que fueron aprobados más tarde, junto con dos adicionales. Los barcos resultantes, todos de la clase Tegetthoff, tenían que ir acompañados por cuatro barcos más del Ersatz Monarch, pero estos se cancelaron con el estallido de la Primera Guerra Mundial.

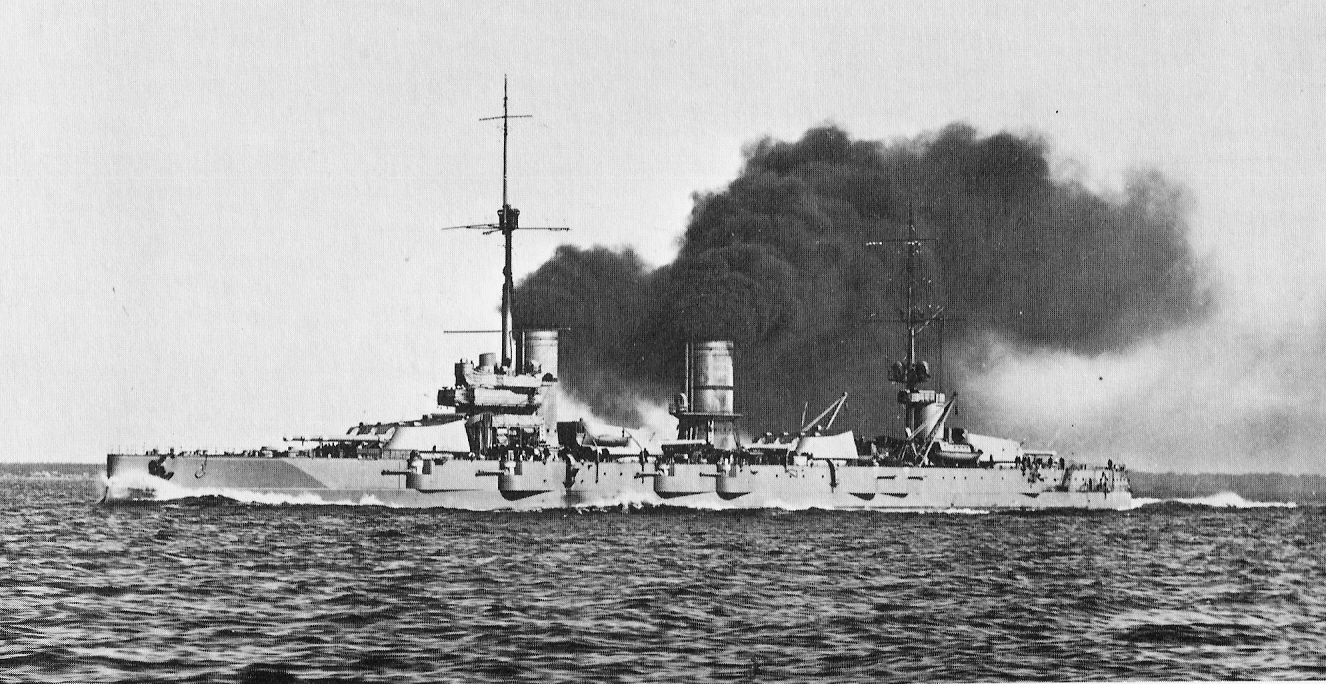
El dreadnought de la flota del Báltico Poltava (1916)

El junio de 1909, la Armada Imperial Rusa empezó la construcción de cuatro dreadnoughts Gangut para la Flota del Báltico, y el octubre de 1911, tres más. Los dreadnoughts Imperatritsa Mariya por la Flota del Mar Negro se pusieron en quilla. De siete barcos, sólo uno se completó en los cuatro años posteriores en la colocación de la quilla, y los barcos Gangut estaban "obsolescentes y superados" al ponerlos en marcha. Tomando lecciones de Tsushima, e influenciados por Cuniberti, acabaron asemejándose más a las versiones más lentas de los cruceros de batalla de Fisher que los Dreadnought, y resultaron muy defectuosos debido a sus armas más pequeñas y una armadura más delgada en comparación con los dreadnoughts contemporáneos.
España encargó tres barcos de clase España, con el primer ademán en quilla en 1909. Los tres barcos, los dreadnoughts más pequeños nunca construidos, se construyeron en España con ayuda británica; la construcción del tercer barco, Jaime I (1921), tardó nuevo años desde la fecha de puesta en marcha hasta la finalización debido a la carencia de entrega de material crítico, especialmente armamento, del Reino Unido.

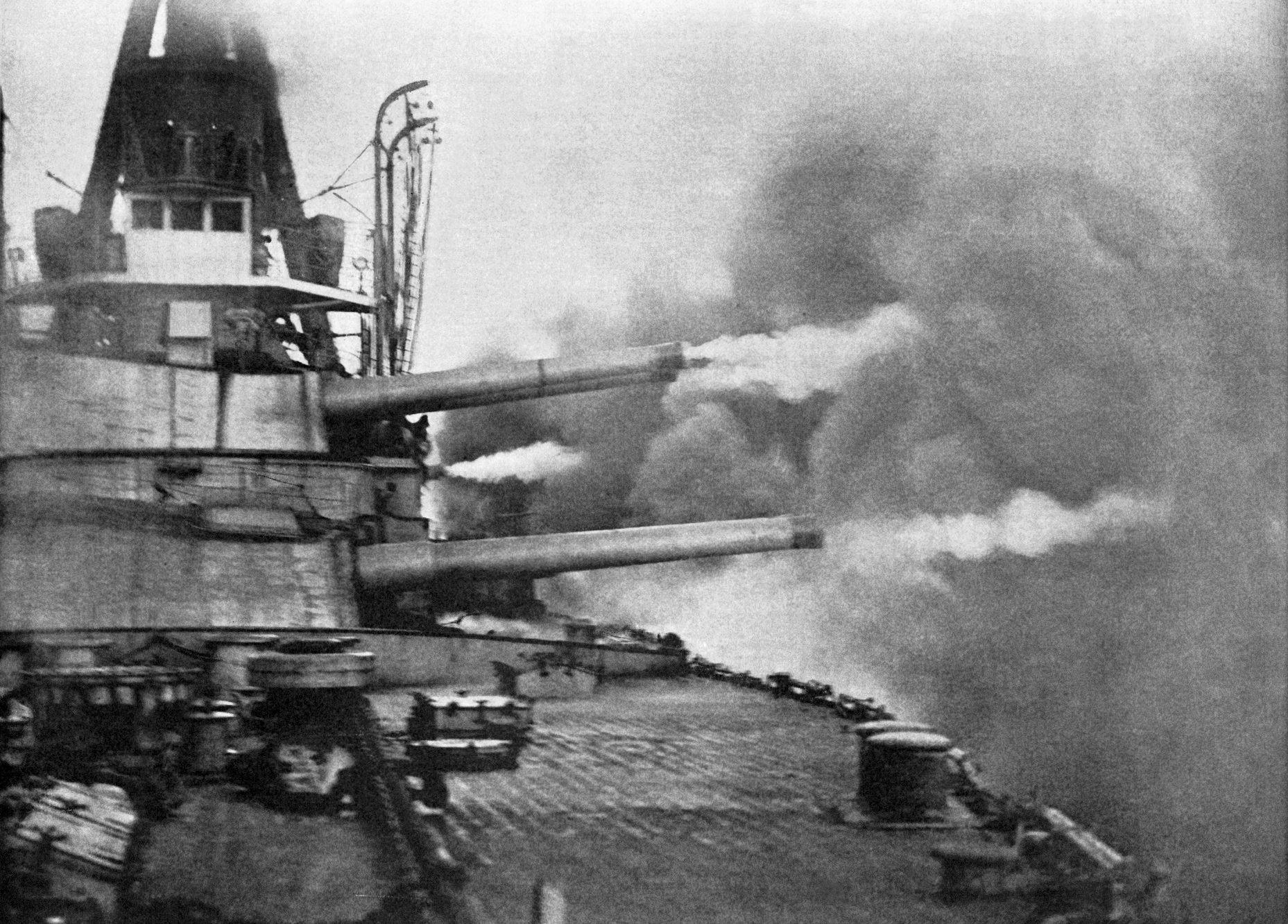
Las pruebas de armas del dreadnought brasileño Minas Geraes en 1910, cuando se dispararon todos los cañones capaces de entrenar a babor, formando el que en aquel momento era la banda más pesada nunca disparada desde un barco de guerra.

Brasil fue el tercer país que empezó la construcción de un dreadnought. Encargó tres dreadnoughts en el Reino Unido que montarían la batería principal más pesada que cualquiera otro acorazado a flote en aquel momento (doce Cañones de calibre 12/45). Se completaron dos para el Brasil: Minas Geraes (1908) fue puesto en quilla por Armstrong (Elswick) el 17 de abril de 1907, y su gemelo, São Paulo (1909), siguió trece días después en Vickers (Barrow). A pesar de que muchas revistas navales de Europa y de los EE. UU. especulaban que el Brasil actuaba realmente como apoderado de una de las potencias navales y entregaría los barcos luego que estuvieran finalizados, los dos barcos fueron encargados a la Armada brasileña en 1910. El tercer barco, Río de Janeiro, estaba casi completo cuando los precios de la goma se derrumbaron y el Brasil no se lo pudo permitir. Fue vendido a Turquía en 1913.
Los Países Bajos pretendían en 1912 sustituir su flota de pre-dreadnought de barcos blindados con una flota moderna formada por dreadnoughts. Después de que la Comisión Real propuso la compra de nuevo dreadnoughts el agosto de 1913, hubo amplios debates sobre la necesidad de estos barcos y, si fuera necesario, sobre el número real necesario. Estos duraron hasta agosto de 1914, cuando se finalizó un proyecto de ley que autorizaba la financiación de cuatro dreadnoughts, pero el estallido de la Primera Guerra Mundial paró el ambicioso plan.
El Imperio Otomano encargó dos dreadnoughts a los astilleros británicos, Reshadiye en 1911 y Fatih Sultan Mehmed en 1914. Reshadiye se completó, y en 1913, Turquía también adquirió un dreadnought casi acabado del Brasil, que se convirtió en Sultan Osman I. Al inicio de la Primera Guerra Mundial, Gran Bretaña se apoderó de los dos barcos acabados para Royal Navy. Reshadiye y Sultan Osman Y se convirtieron HMS Erin y Agincourt respectivamente. (Fatih Sultan Mehmed fue desguazado) ofendiendo mucho el Imperio Otomano. Cuando dos barcos de guerra alemanes, el crucero de batalla SMS Goeben y el crucero SMS Breslau, quedaron atrapados en territorio otomano después del inicio de la guerra, Alemania "los dio a los otomanos" (permanecieron con tripulación alemana y bajo órdenes alemanas.) La presa británica y la donación alemana demostraron factores importantes en la incorporación del Imperio Otomano a las Potencias Centrales el octubre de 1914.
Grecia había encargado un dreadnought en Alemania, pero el trabajo se paró con el estallido de la guerra. El armamento principal del barco griego había sido encargado en los Estados Unidos y, en consecuencia, los cañones equiparon una clase de monitores británicos. En 1914, Grecia compró dos pre-dreadnoughts a la Marina de los Estados Unidos y los cambió el nombre. Kilkis y Lemnos al servicio de la Marina Real Helénica.

### Superdreadnoughts

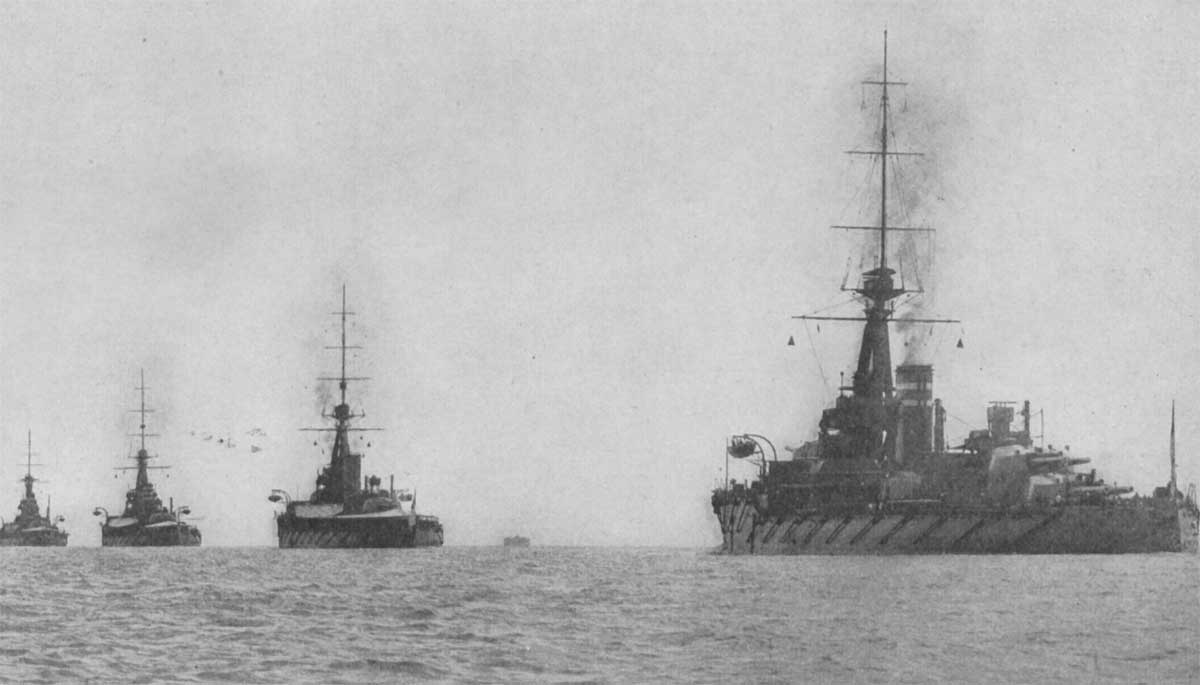
Super-dreadnoughts en línea de la clase Orion de Royal Navy alrededor de 1914

A los cinco años de la puesta en marcha del Dreadnought, se estaba construyendo una nueva generación de "super-dreadnoughts" más potentes. La clase británica "Orion" dio un salto sin precedentes de 2000 toneladas de desplazamiento, introdujo el cañón más pesado de 13,5 pulgadas (343 mm), y se colocó todo el armamento principal en la línea central (de aquí que algunas torretas se sobrepongan sobre otras). En los cuatro años entre Dreadnought y Orion, el desplazamiento se había incrementado un 25 % y el peso de la banda (el peso de la munición que se puede disparar de una vez en una salva) se había duplicado.

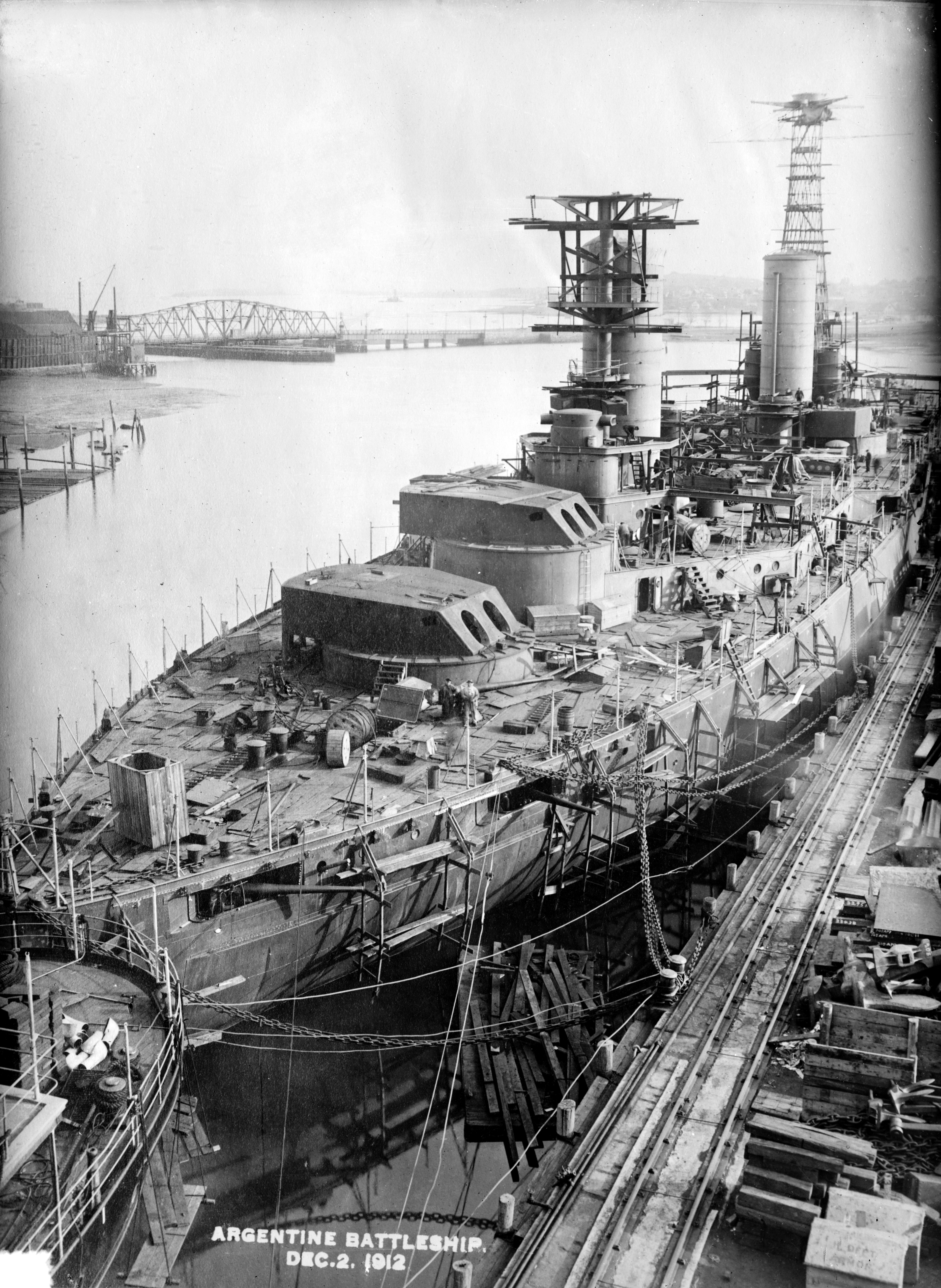
El Rivadavia argentino, primero de su clase, en construcción en 1912

Los superdreadnoughts británicos se unieron a los construidos por otras naciones. El New York de la Marina de los EE. UU., fue puesto en quilla en 1911, traía armas de 14 pulgadas (356 mm) en respuesta al movimiento británico y este calibre se convirtió en estándar. En el Japón, dos super-dreadnoughts clase Fusō se pusieron en quilla en 1912, seguidos de los dos barcos clase Ise en 1914, ambas clases dotadas de doce cañones de 14 pulgadas (356 mm). En 1917 se encargó la clase Nagato, los primeros super-dreadnoughts para montar cañones de 16 pulgadas, convirtiéndolos probablemente en los barcos de guerra más potentes del mundo. Todos se construyeron cada vez más con componentes japoneses en lugar de importados. En Francia, los Courbet fueron seguidos por tres super-dreadnoughts de Bretagne, trayendo armas de 340 mm (13,4 pulgadas); otros cinco Normandie fueron cancelados con el estallido de la Primera Guerra Mundial. Los mencionados dreadnoughts brasileños provocaron carrera armamentista naval sudamericana a pequeña escala, puesto que Argentina y Chile pidieron dos superdreadnoughts en los EE. UU. y en el Reino Unido, respectivamente. El Rivadavia y Moreno de Argentina tenían un armamento principal igual al de sus homólogos brasileños, pero eran mucho más pesados y traían una armadura más gruesa. Los británicos compraron los dos acorazados de Chile al estallido de la Primera Guerra Mundial. Uno, Almirante Latorre, más tarde fue recomprado por Chile.
Los superdreadnoughts británicos posteriores, principalmente de la clase Queen Elizabeth, prescindieron de la torreta central del barco, liberando peso y volumen para calderas más grandes de gasóleo. El nuevo cañón de 15 pulgadas (381 mm) dio una mayor potencia de fuego a pesar de la pérdida de una torreta, y había un cinturón de blindaje más grueso y una protección submarina mejorada. La clase tenía una velocidad de diseño de 25 nudos (46 km/h), y eran considerados los primeros acorazados rápidos.
La debilidad del diseño de los super-dreadnoughts, que los distinguía de los barcos posteriores a 1918, era la disposición de blindaje. Su diseño enfatizaba la protección de blindaje vertical necesaria en las batallas de corto alcance, donde los obuses golpearían los lados de la nave, y suponía que una placa de blindaje exterior haría detonar los proyectiles que llegaran, de forma que las estructuras internas cruciales, como las bases de la torreta, sólo necesitaban una protección ligera contra la metralla. Esto fue a pesar de la capacidad de enfrentarse al enemigo a 20 000 yardas (18 000 m), rangos donde los proyectiles bajarían en ángulos de hasta treinta grados ("fuego hundido") y así podrían caer detrás de la placa exterior y golpear directamente las estructuras internas. Los diseños de posguerra normalmente tenían de 5 a 6 pulgadas (130 a 150 mm) de armadura de cubierta colocada a la parte superior de placas verticales individuales, mucho más gruesas para defenderse de esto. El concepto de zona de inmunidad se convirtió en una parte importante del pensamiento detrás del diseño del acorazado. La carencia de protección submarina también fue una debilidad de estos diseños anteriores a la Primera Guerra Mundial, que se originaron antes de que se generalizara el uso de torpedos.
La Armada de los Estados Unidos diseñó sus 'acorazados de tipo estándar', empezando por la clase Nevada, teniendo en cuenta los enfrentamientos de largo alcance y el fuego sumergido; el primero de ellos se puso en quilla en 1912, cuatro años antes de que la Batalla naval de Jutlandia enseñara los peligros del fuego de largo alcance a las marinas europeas. Las características importantes de los acorazados estándar eran la armadura "todo o nada" y la construcción de la "balsa", basada en una filosofía de diseño que sostenía que sólo valdría la pena blindar aquellas partes del barco que valdría la pena dar la protección más gruesa posible, y que el blindado resultante. La "balsa" tendría que contener suficiente flotabilidad de reserva para mantener todo el barco en flotación en caso de que la proa y la popa sin blindaje fueran perforadas e inundadas a fondo. Este diseño demostró su valía en la Batalla naval de Guadalcanal de 1942, cuando un giro inoportuno del South Dakota la perfiló con las armas japonesas. A pesar de recibir 26 golpes, su balsa blindada se mantuvo intacta y permaneció en flotación y operativa al final del combate.

## En acción

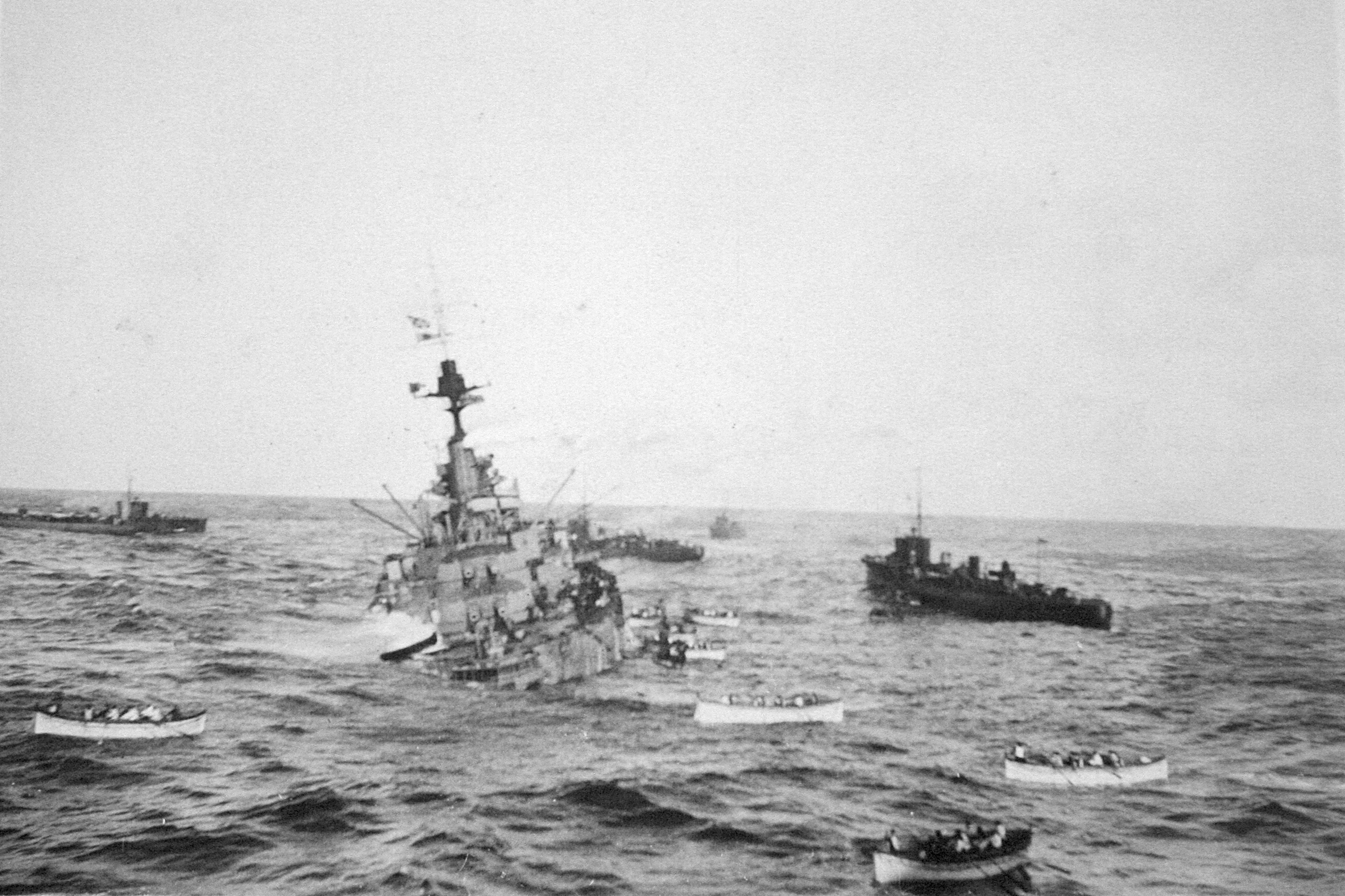
HMS Audacious se hunde después de golpear con una mina, octubre de 1914

La Primera Guerra Mundial no vio enfrentamientos decisivos entre flotas de batalla para comparar con Tsushima. El papel de los acorazados era marginal a los combates terrestres en Francia y Rusia; fue igualmente marginal en la guerra alemana contra el comercio (Handelskrieg) y al bloqueo.
En virtud de la geografía, la Royal Navy pudo mantener la Flota de Alta Mar alemana confinada al mar del norte con relativa facilidad, pero no pudo romper la superioridad alemana al mar Báltico. Ambas partes eran conscientes, debido al mayor número de dreadnoughts británicos, que un compromiso completo de la flota probablemente daría lugar a una victoria británica. La estrategia alemana fue, por lo tanto, intentar provocar un compromiso en condiciones favorables: o bien induciendo una parte de la Gran Flota a entrar en batalla sola, o bien a dar una batalla campal cerca de la costa alemana, donde campos de minas amigas, barcos torpederos y submarinos podrían igualar las probabilidades.
Los dos primeros años de guerra se vieron conflictos en el Mar del Norte, limitados a escaramuzas de cruceros de batalla en la batalla de Heligoland Bight y la batalla de Dogger Bank, e incursiones en la costa inglesa. El mayo de 1916, un nuevo intento de atraer los barcos británicos en la batalla en condiciones favorables dio lugar a un enfrentamiento de las flotas de batalla del 31 de mayo al 1 de junio en la indecisa batalla de Jutlàndia.

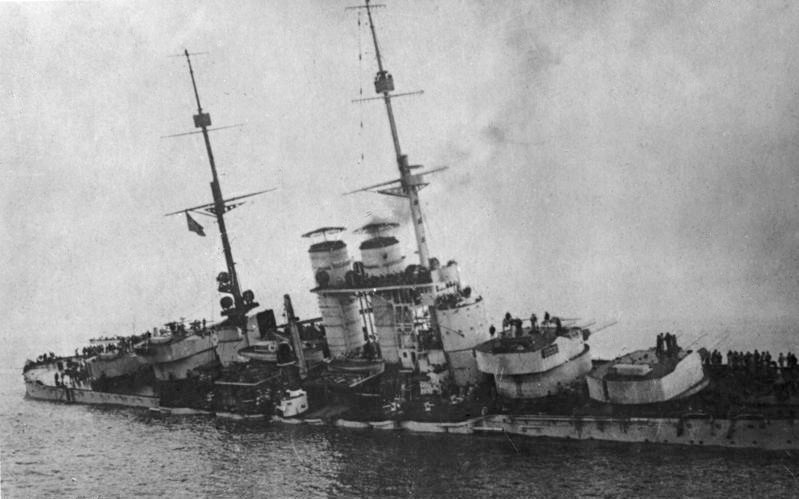
SMS Szent István empieza a volcar después de ser torpedeado en 1918

En el resto de teatros navales no hubo batallas campales decisivas. En el Mar Negro, los acorazados rusos y turcos se enfrentaron, pero nada más. En el Mar Báltico, la acción se limitó en gran manera al ataque de convoyes y la colocación de campos de minas defensivas. El Adriático era en cierto sentido el espejo. del mar del norte: la flota dreadnought austrohúngara se limitó al Adriático por el bloqueo británico y francés, pero bombardeó los italianos en varias ocasiones, sobre todo a Ancona en 1915. Y en el Mediterráneo, el uso más importante de los acorazados fue en apoyo del asalto anfibio a Galípoli.
El curso de la guerra ilustró la vulnerabilidad de los acorazados frente a armas más baratas. En septiembre de 1914, la amenaza de los submarinos para los barcos capitales se demostró con ataques exitosos a cruceros británicos, incluido el hundimiento de tres viejos cruceros blindados británicos por el submarino alemán U-9 en menos de una hora. Las minas continuaron demostrando una amenaza cuando un mes después el recientemente encargado superdreadnought británico HMS Audacious golpeó una y se hundió en 1914. A finales de octubre, la estrategia y las tácticas británicas en el Mar del Norte habían cambiado para reducir el riesgo de ataque de submarinos. Jutlandia fue el único enfrentamiento importante de flotas de acorazados dreadnought de la historia. El plan alemán para la batalla se basaba en ataques de submarinos a la flota británica; y en esquivar la potencia de fuego superior británica mediante la aproximación de los cruceros y destructores alemanes a los acorazados británicos, haciéndolos maniobrar para evitar la amenaza de ataque de torpedos. Las posibilidades de hundimientos por los ataques submarinos a los acorazados provocaron una creciente preocupación de la Royal Navy por la vulnerabilidad de los acorazados.
Por la parte alemana, la Flota de Alta Mar decidió no enfrentarse a los británicos sin la ayuda de submarinos, y cómo que los submarinos eran más necesarios para las incursiones comerciales, la flota permaneció al puerto durante gran parte del resto de la guerra. Otros teatros mostraron el papel de las pequeñas embarcaciones para dañar o destruir los dreadnoughts. Los dos dreadnoughts austríacos perdidos el noviembre de 1918 fueron víctimas de barcos torpederos y hombres rana italianos.

## Construcción de acorazados a partir de 1914

### Primera Guerra Mundial

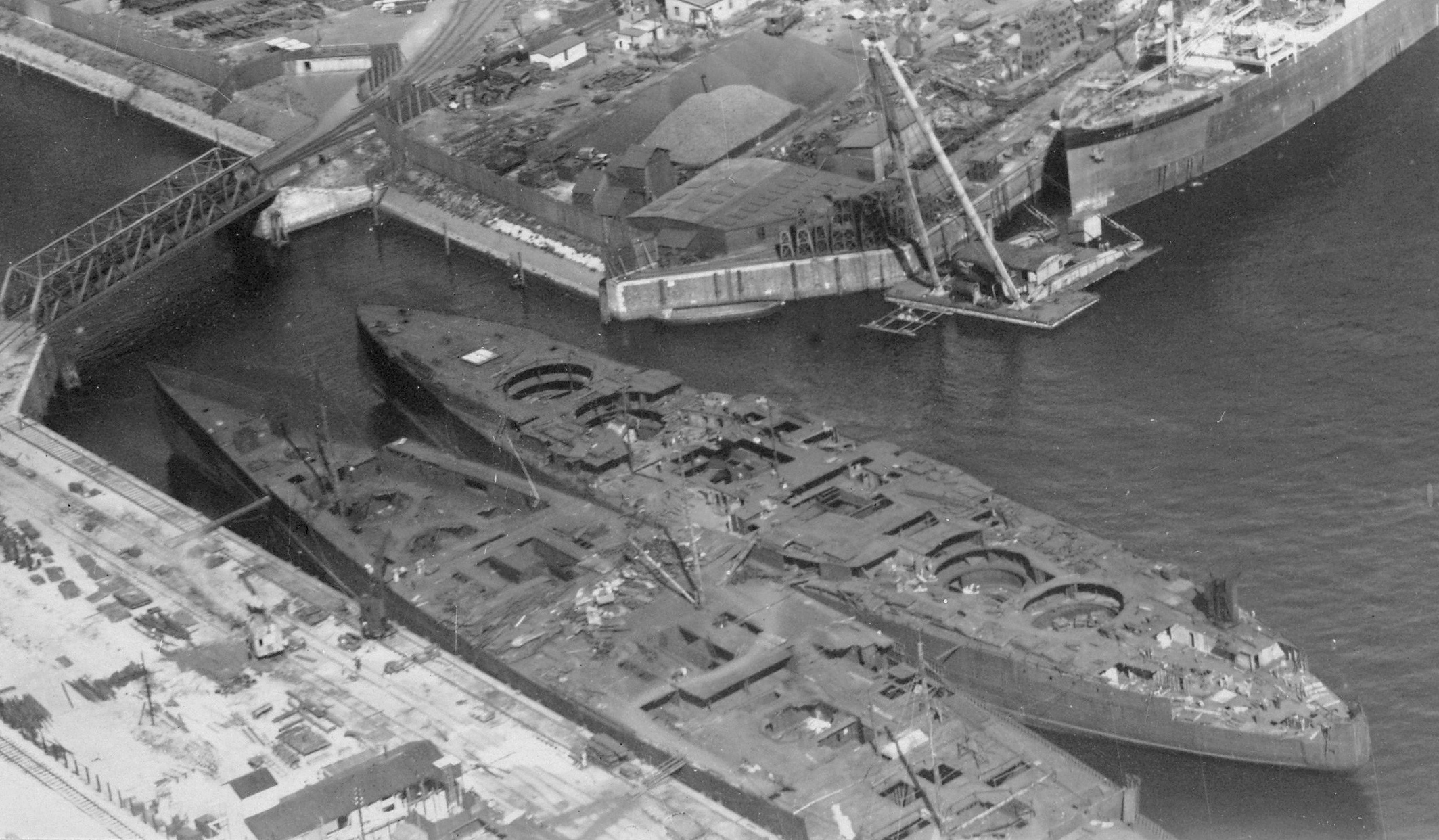
Bayern Württemberg (derecha) y el Mackensen Prinz Eitel Friedrich no finalizados en Hamburgo después de la guerra, hacia 1920

El estallido de la Primera Guerra Mundial paró en gran manera la carrera de armamentos dreadnought, puesto que los fondos y los recursos técnicos se desviaron hacia prioridades más urgentes. Las fundiciones que producían cañones de acorazado se dedicaban, en cambio, a la producción de artillería terrestre, y los astilleros se inundaron de pedidos para barcos pequeños. Las potencias navales más débiles implicadas en la Gran Guerra —Francia, Austria-Hungría, Italia y Rusia— suspendieron completamente sus programas de acorazados. El Reino Unido y Alemania continuaron construyendo acorazados y cruceros de batalla pero a un ritmo reducido.
En el Reino Unido, Fisher volvió a su antiguo cargo como First Sea Lord; había sido creado primer Barón Fisher en 1909, tomando el lema Teme a Dios y no tengas miedo. Esto, combinado con una moratoria del gobierno sobre la construcción de acorazados, significó un enfoque renovado en el crucero de batalla. Fisher dimitió en 1915 después de discrepancias sobre la Campaña de Galípoli con el Primer Lord del Almirantazgo, Winston Churchill.
Las unidades finales de las clases Revenge y Queen Elizabeth se completaron, a pesar de que los dos últimos acorazados de la clase Revenge fueron reordenados como cruceros de batalla del Renown. Fisher siguió estos barcos con el todavía más extremo Courageous; barcos muy rápidos y fuertemente armados con una mínima armadura de 3 pulgadas (76 mm), denominados "grandes cruceros ligeros" para evitar una decisión del gabinete contra los nuevos barcos capitales. La manía de Fisher por la velocidad culminó con su sugerencia por el HMS Incomparable, un gran crucero de batalla ligeramente blindado.
En Alemania, dos unidades de la clase Bayern de preguerra se completaron gradualmente, pero otras dos unidades en quilla todavía estaban inacabadas al final de la Guerra. El Hindenburg, que también fue puesto en quilla antes del inicio de la guerra, se terminó en 1917. El Mackensen, diseñados entre 1914 y 1915, se empezaron pero nunca se acabaron.

### Posguerra
A pesar de la pausa en la construcción de acorazados durante la Guerra Mundial, en 1919-1922 vieron la amenaza de una renovada carrera armamentística naval entre el Reino Unido, el Japón y los EE. UU.. La batalla de Jutlandia ejerció una gran influencia sobre los diseños producidos en este periodo. Los primeros barcos que encajan en esta imagen son los británicos de la clase Admiral, diseñado en 1916. Jutlandia finalmente persuadió al Almirantazgo de que los cruceros de batalla ligeramente blindados eran demasiado vulnerables y, por lo tanto, el diseño final de los Admiral incorporaba un blindaje mucho más grande, aumentando el desplazamiento a 42.000 toneladas. La iniciativa de crear la nueva carrera armamentista fue de las marinas japonesas y de los Estados Unidos. La Naval Appropriations Act of 1916 de los Estados Unidos autorizó la construcción de 156 barcos nuevos, incluidos diez acorazados y seis cruceros de batalla. Por primera vez, la Marina de los Estados Unidos amenazaba el liderazgo global británico. Este programa se inició lentamente (en parte por el deseo de aprender lecciones de Jutlandia) y nunca se cumplió del todo. Los nuevos barcos norteamericanos (los acorazados de la clase Colorado, los acorazados de la clase South Dakota y Lexington), fueron un paso cualitativo más allá de las clases británicas Queen Elizabeth y Admiral al montar cañones de 16 pulgadas.

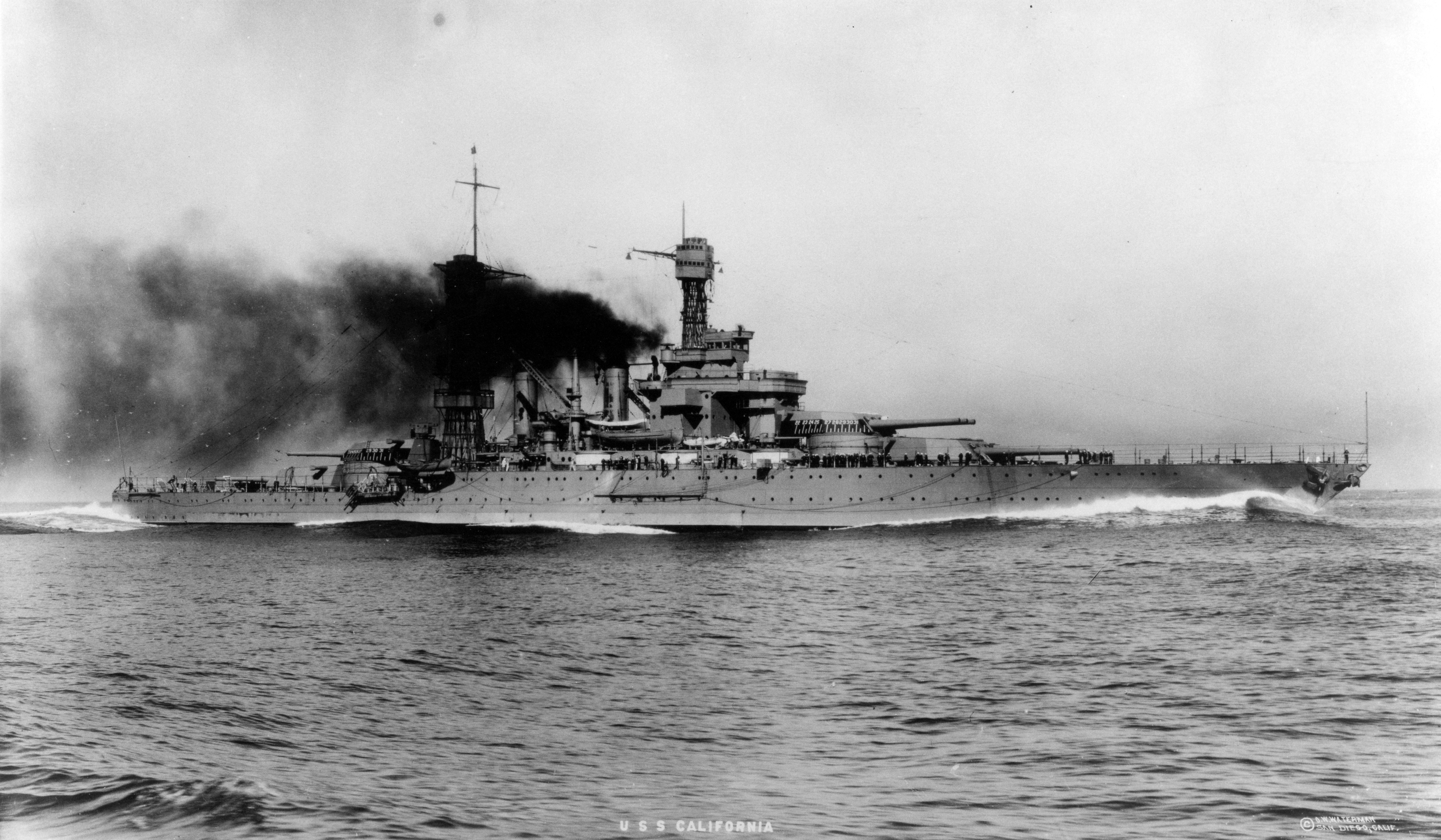
, uno de los dos acorazados Tennessee, a todo vapor y a gran velocidad en 1921

Al mismo tiempo, la Armada Imperial Japonesa estaba finalmente obteniendo la autorización para su 'flota de batalla de ocho-ocho'. La clase Nagato, autorizada en 1916, traía ocho cañones de 16 pulgadas como, sus homólogos norteamericanos. El proyecto de ley naval del año siguiente autorizaba dos acorazados más y dos cruceros de batalla más. Los acorazados, que se convirtieron en la clase Tosa, tenían que traer diez cañones de 16 pulgadas. Los cruceros de batalla, los de clase Amagi, también traían diez cañones de 16 pulgadas y estaban diseñados para ser capaces de llegar a 30 nudos, capaces de vencer a los cruceros de batalla tanto de la clase Lexington del Almirantazgo Británico como de la Marina de los EE. UU..
Las cosas empeoraron en 1919 cuando Woodrow Wilson propuso una nueva expansión de la Marina de los Estados Unidos, pidiendo fondos para diez acorazados y seis cruceros de batalla adicionales además de la finalización del programa de 1916 (el South Dakota todavía no fue empezado). En respuesta, la Dieta de Japón finalmente aceptó la finalización de la "flota de ocho-ocho", incorporando cuatro acorazados más. Estos barcos, la clase Kii desplazaría 43 000 toneladas; el siguiente diseño, la clase Número 13, habría traído cañones de 18 pulgadas (457 mm). La Armada japonesa todavía estaba insatisfecha, pidiendo una flota de "ocho-ocho-ocho" con 24 acorazados y cruceros de batalla modernos.
Los británicos, empobrecidos por la Primera Guerra Mundial, se enfrentaban a la perspectiva de caer atrás de los EE. UU. y el Japón. No se había empezado ningún barco desde la clase Admiral, y de estos, sólo el HMS Hood había sido completado. Un plan del Almirantazgo de junio de 1919 describió una flota de posguerra con 33 acorazados y ocho cruceros de batalla, que se podían construir y mantener por 171  millones de libras esterlinas al año (aproximadamente 8030 millones de libras actuales); sólo estaban disponibles 84 millones de libras. El Almirantazgo exigió entonces, como mínimo absoluto, ocho acorazados más. Estos habrían sido los cruceros de batalla G3, con cañones de 16 pulgadas y alta velocidad, y los acorazados de clase N3, con cañones de 18 pulgadas (457 mm). Su armada severamente limitada por el Tratado de Versalles, Alemania no participó en esta competición de construcción naval a tres bandas. La mayor parte de la flota alemana dreadnought fue hundida en Scapa Flow por sus tripulaciones en 1919; el resto se entregaron como compensaciones de guerra.Las principales potencias navales evitaron los costosos programas de expansión al negociar el Tratado Naval de Washington en 1922. El Tratado estableció una lista de barcos, que incluía la mayoría de los dreadnoughts más antiguos y casi todos los barcos más nuevos en construcción, que tenían que ser desguazados o de otro modo quedar fuera de uso. Además, declaró una "moratoria de construcción" durante la cual no se tenían que construir nuevos acorazados o cruceros de batalla, salvo la clase "Nelson" británica. Los barcos que sobrevivieron al tratado, incluidos los súper-dreadnoughts más modernos de las tres marinas, formaron la mayor parte de la fuerza de los barcos capitales internacionales durante las décadas de 1920 y 1930 y, con una cierta modernización, hasta la Segunda Guerra Mundial. Los barcos construidos según los términos del Tratado de Washington (y posteriormente los Tratados de Londres en 1930 y en 1936) para sustituir los barcos obsoletos eran conocidos como acorazados del tratado.
A partir de este momento, el término "dreadnought" fue menos utilizado. La mayoría de los acorazados anteriores al dreadnought fueron desguazados o inutilizados después de la Primera Guerra Mundial, así que el término "dreadnought" se hizo menos necesario.